# 갈라파고스 제도

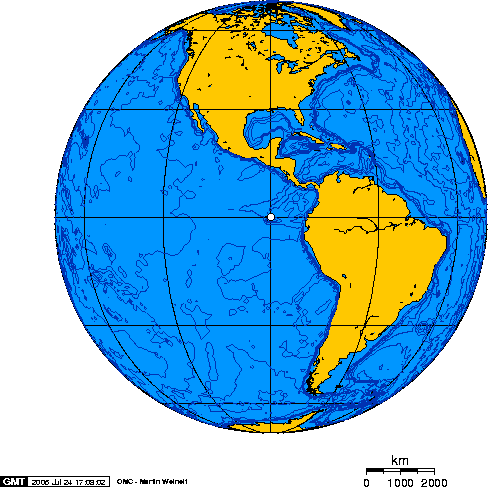
갈라파고스 제도의 위치

갈라파고스 제도의 기

갈라파고스 제도의 문장

갈라파고스 제도(스페인어: Islas Galápagos 이슬라스 갈라파고스[*], 문화어: 갈라빠고스 제도, 공식 이름은 "콜론 제도"(Archipiélago de Colón 아르치피엘라고 콜론[*]))는 남아메리카로부터 서쪽으로 1,000 km 떨어진 적도 부근 태평양의 19개 화산섬과 주변 암초로 이뤄진 제도다. 에콰도르의 영토로 행정 구역상으로는 갈라파고스주에 속한다.
"갈라파고"는 옛 스페인어로 "안장"을 뜻하며, 갈라파고스 제도에서 발견되는 갈라파고스 땅거북의 등딱지 모양에서 유래했다.
여러 고유종으로 유명하며, 1835년 찰스 다윈은 비글 호를 타고 제도를 방문하여 진화론에 대한 기초 조사를 하였다.
플로세스의 이름을 따서 지었으며, 콜럼버스의 범선의 이름을 따서 산타마리아섬이라고 부르기도 한다. 173km2의 면적과 최고 높이 640m의 고지가 있다.

## 주변 섬들
- 이사벨라섬

제도에서 가장 큰 섬. 군도에서 유일하게 섬 북부를 적도가 통과하고 있다.
- 페르난디나섬 - 아일랜드의 서쪽에 위치하여 가장 화산 활동이 활발한 섬.
- 산타페섬 - 사뮤엘 바링톤의 이름을 따서 바링톤섬이라고 불린다. 방문객 사이트로는 섬의 북동쪽 바링톤 만에 있는 습지가 있다. 많은 수의 바다 사자가 이 만의 해변에서 발견된다.
- 산티아고섬(산살바도르섬, 제임스섬)

이 섬은 콜럼부스에 의해 카리브 해에서 최초로 발견한 산살바도르의 이름을 따서 지었고, 제임스섬이라고도 한다. 두 개의 겹친 화산으로 구성된 이 섬은 585km2의 면적에, 최고점 907m 높이를 가지고 있으며, 북서쪽의 정상에는 순상화산이 있다. 이 섬 남서쪽의 화산은 유선형 열하를 따라서 분출했으며, 훨씬 낮은 편이다. 가장 오래된 용암 흐름은 750,000만년 전까지 거슬러 올라간다.
- 헤노베사섬(타워섬)

콜럼버스가 태어난 이태리 제노아의 이름을 딴 섬이다. 14km2의 면적을 가지고 있으며, 최고점의 높이는 76m이다.
- 바르톨로메섬 (바르톨로뮤섬): 박물학자이자 찰스 다윈의 평생지기인 바르톨로뮤 제임스 설리반 경(Sir Bartholomew James Sulivan)의 이름을 따서 지었으며, 그는 비글호에 탑승한 장교였다. 피너클 락 주변에서 수영이나 스노클링을 할 수 있다. 이곳의 해저는 정말 인상적이라고 할 수 있으며, 스노클링을 하면서 펭귄과 바다거북, 화이트팁 리프 샤크, 그리고 다른 열대어를 관찰할 수 있다. 이 만은 또한 수영하기에도 훌륭한 곳이다. 이 두 쌍둥이 만은 좁은 지협으로 분리되어 있다.
- 노스씨모어섬

이 섬은 영국 귀족인 휴 시모어 경(Lord Hugh Seymour)의 이름을 따서 명칭을 지었다. 면적은 1.9km2이며, 최고점의 높이는 28m이다. 이 섬은 많은 푸른발 부비와 제비꼬리 갈매기의 보금자리이다. 또한 대규모 개체의 아메리카군함조가 살고 있는 곳이기도 하다.
- 핀타섬 - 아빙던 백작의 이름을 따서 아빙던 섬이라는 이름으로도 불린다. 면적은 60km2이고, 최고점의 높이는 해발 777m이다. 핀타는 갈파고고스 제도에서 가장 유명한 거북이,‘외로운 조지’(Lonesome George)의 고향이다.
- 핀손섬

아담 던컨 제1 자작의 이름을 따서 던컨섬으로 불린다. 핀손섬은 자이언트 거북, 갈라파고스 바다사자 그리고 다른 토종 동물의 고향이다. 특별한 방문지는 없으며, 방문을 위해서는 허가가 필요한 곳이다.
- 마르체나섬

스페인 수도사, 프레이 안토니오 드 마르체나(Frey Antonio de Marchena)에서 유래된 섬으로, 130km2의 면적에 최고점 343m의 고도를 가지고 있다. 이 섬에는 특별한 방문지는 없지만 마르체나섬 주변 바다에서 다이빙을 할 수 있다.
- 라비다섬(저비스섬)

면적 4.9km2에 최고점의 높이 367m를 가지고 있다. 붉은 모래 해변과 플라멩고가 서식하고 있고, 암컷을 차지하지 못한 갈라파고스 바다사자의 보금자리를 가지고 있다.
- 다윈섬(컬페퍼섬) - 울프섬과 함께 다른 섬으로 떨어진 북서쪽 끝에 위치한 섬.
- 울프섬(웽만섬)

독일인 지리학자 테오도르 울프의 이름을 따서 이름을 따서 예전에는 웽만섬이라고도 불렀다. 그의 이름을 딴 지형으로는 이사벨라섬의 울프 화산도 있다. 울프섬은 면적 1.3 km2의 작은 섬이며, 최고점은 253m에 이른다. 이 섬은 주요 섬들로부터 멀리 떨어져 있으며, 무인도로 갈라파고스 국립공원은 이 섬에 상륙을 허용하지 않지만, 인기 있는 다이빙 장소이다.

### 작은 섬
- 남플라사섬 - 산타크루스섬 가장자리의 작은 섬.
- 다프네섬 - 산타크루스섬 바로 북쪽, 발트라섬의 바로 서쪽에 자리를 잡고 있다. 피터와 로즈마리 그랜트 부부가 많은 종류의 핀치를 연구한 곳으로 잘 알려져 있다.
- 무명도 - 주로 스쿠버 다이빙에 사용되는 작은 섬이다.

## 기후

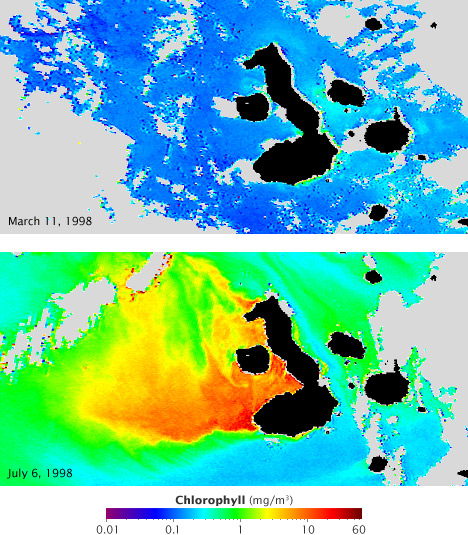
이 위성 지도는 엘니뇨(상), 라니냐(하) 동안 식물 플랑크톤의 풍부함에 따라 엽록소 집중을 보여준다. 파란색은 낮은 집중을, 노란색, 황색, 붉은 색은 높은 집중을 나타낸다.

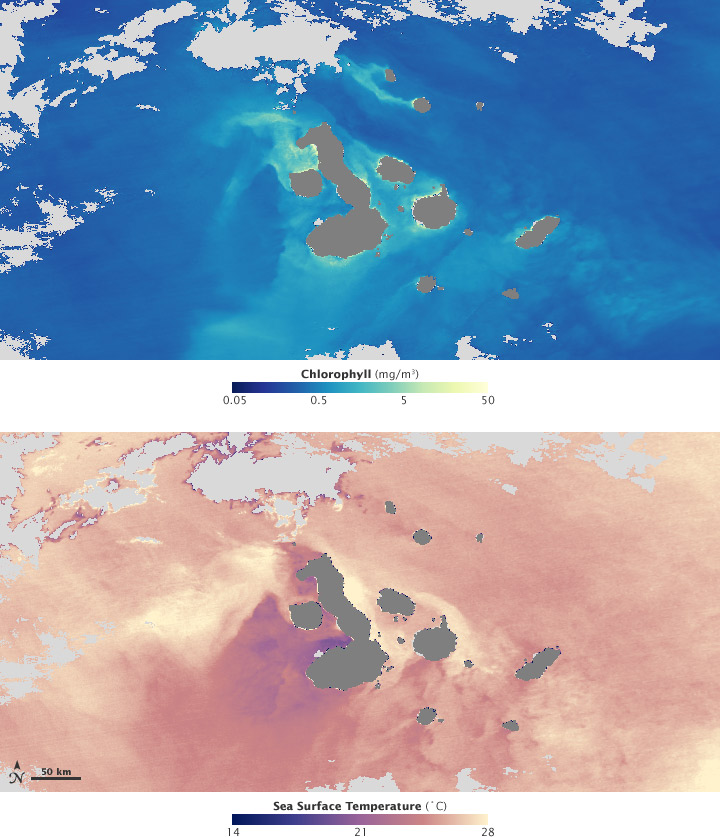
아래 이미지는 바다표면 온도를 보여준다. 낮은 수온은 주황색으로 표시되며, 식물플랑크톤의 번성하는 것은 높은 엽록소 집중(위)을 가리키고 있으며, 초록, 노랑으로 표시된다.

비록 적도에 위치하고 있기는 하지만, 훔볼트 해류의 영향으로 차가운 바닷물을 섬 주위로 가져와 연중 잦은 가랑비를 가져온다. 날씨는 간헐적으로 엘니뇨 현상에 의해 영향을 받으며, 이 때문에 따뜻한 기온과 소나기가 내린다.
6월의 따뜻한 우기가 끝나면 따뜻한 해류와 차가운 해류가 뒤섞이면서 바다에 풍부한 영양분이 생기고, 이에 따라 다양한 종의 동물들이 먹이활동을 하러 온다.
7월에서 11월에 걸친 가루아(garua) 시기에는 수온이 22 °C로 상승하며, 꾸준하고 차가운 바람이 남쪽과 남동쪽에서 불어와 잦은 이슬비(가루아)가 종일 지속되며, 짙은 안개가 섬을 가린다. 따듯한 시즌인 12월에서 5월까지 평균 수온과 온도는 25 °C까지 올라가지만 바람이 전혀 없으며, 간헐적이지만 세찬 빗줄기가 내리고 해가 뜬다.
날씨 변화는 많은 섬들의 수면을 상승시키고, 고도에 따라 기온이 점점 떨어진다. 반면 강수량은 수분의 응축으로 인해 늘어난다. 각 섬마다 고도에 뿐만 아니라 섬의 위치, 계절별로 큰 강수량의 차를 보인다.
| San Cristóbal Island, 1981-2010 normals의 기후 | San Cristóbal Island, 1981-2010 normals의 기후 | San Cristóbal Island, 1981-2010 normals의 기후 | San Cristóbal Island, 1981-2010 normals의 기후 | San Cristóbal Island, 1981-2010 normals의 기후 | San Cristóbal Island, 1981-2010 normals의 기후 | San Cristóbal Island, 1981-2010 normals의 기후 | San Cristóbal Island, 1981-2010 normals의 기후 | San Cristóbal Island, 1981-2010 normals의 기후 | San Cristóbal Island, 1981-2010 normals의 기후 | San Cristóbal Island, 1981-2010 normals의 기후 | San Cristóbal Island, 1981-2010 normals의 기후 | San Cristóbal Island, 1981-2010 normals의 기후 | San Cristóbal Island, 1981-2010 normals의 기후 |
| 월                                             | 1월                                            | 2월                                            | 3월                                            | 4월                                            | 5월                                            | 6월                                            | 7월                                            | 8월                                            | 9월                                            | 10월                                           | 11월                                           | 12월                                           | 연간                                           |
| ---------------------------------------------- | ---------------------------------------------- | ---------------------------------------------- | ---------------------------------------------- | ---------------------------------------------- | ---------------------------------------------- | ---------------------------------------------- | ---------------------------------------------- | ---------------------------------------------- | ---------------------------------------------- | ---------------------------------------------- | ---------------------------------------------- | ---------------------------------------------- | ---------------------------------------------- |
| 일평균 최고 기온 °C (°F)                       | 29.2 (84.6)                                    | 30.3 (86.5)                                    | 30.5 (86.9)                                    | 30.2 (86.4)                                    | 29.2 (84.6)                                    | 27.6 (81.7)                                    | 26.4 (79.5)                                    | 25.6 (78.1)                                    | 25.7 (78.3)                                    | 26.0 (78.8)                                    | 27.0 (80.6)                                    | 27.8 (82.0)                                    | 28.0 (82.3)                                    |
| 일일 평균 기온 °C (°F)                         | 26.1 (79.0)                                    | 26.7 (80.1)                                    | 26.7 (80.1)                                    | 26.5 (79.7)                                    | 25.9 (78.6)                                    | 24.7 (76.5)                                    | 23.5 (74.3)                                    | 22.7 (72.9)                                    | 22.8 (73.0)                                    | 23.0 (73.4)                                    | 23.9 (75.0)                                    | 24.8 (76.6)                                    | 24.8 (76.6)                                    |
| 일평균 최저 기온 °C (°F)                       | 22.9 (73.2)                                    | 23.1 (73.6)                                    | 22.9 (73.2)                                    | 22.8 (73.0)                                    | 22.7 (72.9)                                    | 21.7 (71.1)                                    | 20.7 (69.3)                                    | 19.8 (67.6)                                    | 19.8 (67.6)                                    | 20.0 (68.0)                                    | 20.9 (69.6)                                    | 21.7 (71.1)                                    | 21.6 (70.9)                                    |
| 평균 강수량 mm (인치)                          | 83.4 (3.28)                                    | 107.4 (4.23)                                   | 106.3 (4.19)                                   | 94.9 (3.74)                                    | 41.9 (1.65)                                    | 32.5 (1.28)                                    | 18.8 (0.74)                                    | 9.8 (0.39)                                     | 7.6 (0.30)                                     | 11.0 (0.43)                                    | 12.6 (0.50)                                    | 51.5 (2.03)                                    | 577.7 (22.76)                                  |
| 평균 강수일수                                  | 11                                             | 10                                             | 11                                             | 6                                              | 5                                              | 8                                              | 13                                             | 14                                             | 12                                             | 11                                             | 8                                              | 10                                             | 119                                            |
| 출처: World Meteorological Organization        |                                                |                                                |                                                |                                                |                                                |                                                |                                                |                                                |                                                |                                                |                                                |                                                |                                                |

## 인구
갈라파고스는 토착민이 존재하지 않는 몇 안되는 지구 상의 섬이다. 가장 큰 민족 집단은 에콰도르 메스티소로 스페인 정복자들과 미대륙 토착민의 자손들이며, 19세기 말 에콰도르 대륙에서 건너왔다. 뿐만 아니라 많은 수의 백인들이 있는데 대부분 스페인계 후손들이다. 이 섬의 초기 유럽, 미대륙 이주민도 여전히 남아 있다.
1959년에 대략 1000~2000명이 이 섬들을 그들의 고향으로 불렀다. 1972년 인구조사에서는 3,488명이 기록되었고, 1980년에는 대폭 늘어나 15,000명이 되었으며, 2006년에는 약 4만명 정도가 되는 것으로 추산하고 있다.
사람이 살고 있는 유인도는 발트라섬, 플로레아나섬, 이사벨라섬, 산크리스토발섬, 산타크루스섬 5개의 섬이다.

## 정치

갈라파고스 제도의 기

갈라파고스 제도는 갈라파고스 주 정부에 의해 통치가 이루어진다. 1973년 에콰도르의 대통령 길레르모 로드리게스 라라에 의해서 대통령령으로 주가 되었다. 이 주는 3개의 칸톤으로 나뉘며, 각 주마다 몇 개의 섬으로 되어 있고, 주도는 산크리스토발섬의 푸에르토바케리소모레노이다.
갈라파고스 제도에는 수많은 희귀종의 동물과 식물들이 서식하고 있다. 이 때문에 외부에서 방문하는 사람들에게 이곳에 서식하는 동식물들의 멸종을 막기 위해 동물을 포획하는 것과 나무를 베거나 풀을 뽑는 행위 등은 물론이고 심지어는 갈라파고스 제도의 흙을 외부로 반출하는 것 역시 법으로 금지하고 있다.

## 역사

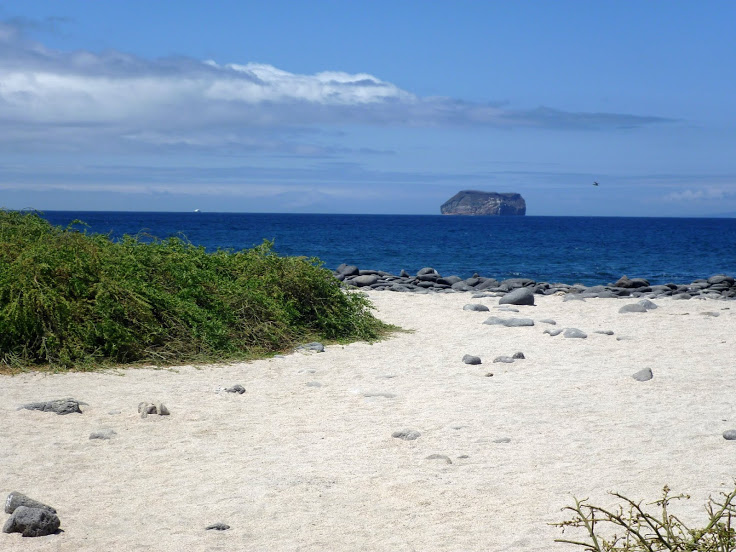
노스시모어섬

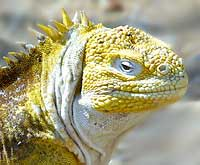
갈라파고스 육지 이구아나

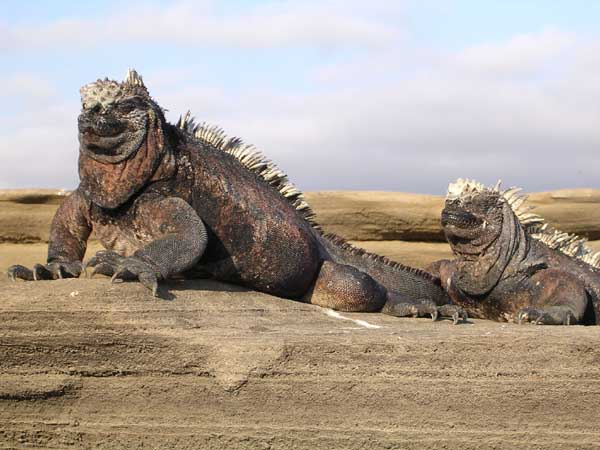
갈라파고스 바다 이구아나

갈라파고스 제도의 섬들은 현재 페르난디아섬에 위치한 핫스팟의 화산 활동에 의해 대대로 형성되었다고 생각되고 있다. 갈라파고스 군도 일대에 위치한 판 중의 하나인 나스카판이 남동쪽으로 이동하고 있기 때문에 형성된 섬들도 남동쪽으로 이동하고 있다. 남동쪽에서 서쪽을 향해 차례로 새로운 섬을 형성되었다. 현존하는 섬 중 프리메라리(에스파뇰라섬으로 판단됨-일반인이 수정함) 섬이 가장 오래되었으며, 지금부터 300 ~ 500만년 전에 탄생한 것으로 알려져 있다. 서쪽 섬은 분화 활동이 활발하고, 동쪽으로 갈수록 화산 활동이 작다. 오래된 섬은 구성 암석이 오래된 침식이 진행되고 있으며, 그 중에는 바다에 가라앉는 것도 있다고 생각된다.
갈라파고스를 최초로 발견한 것은 1535년, 파나마의 주교 프레이 토마스 드 베를랑가(Fray Thomas de Berlanga)였다. 당시는 스페인이 남미를 정복하던 시기였는데, 스페인 국왕 찰스 5세의 통치기에 페루를 정복했다. 그리서 그 사정을 알아보기 위해 급히 사람을 파견을 했는데, 그가 바로 베를랑가이다. 그는 풍랑을 만나 이 섬에 물을 얻기 위해 닻을 내렸고, 바다사자, 이구아나, 거북이 등 이곳의 식생을 왕에게 제출할 리포트에 기록했다. 그러나 정작 그들이 원하는 물을 얻지는 못했다. 결국 페루 행을 포기하고 귀국을 한 후에 보고서를 제출했다.
그의 보고서는 플랑드르의 지도 제작자, 아브라함 오르텔리우스에게 들어 갔는데, 그는 1574년에 출판된 《오비스 테라럼》(ORBIS TERRARUM) 지도에 그 섬을 넣었다. 이 섬들은 "Insulae de los Galapagos"라고 불렀으며, 이것은 ‘거북이 섬’이라는 의미이다. 이렇게 쓰여진 "갈라파고스"라는 이름이 오늘 날까지 쓰이게 된 것이다.
1593년 영국인으로 이곳을 최초로 방문한 사람은 리처드 호킨스였다. 19세기까지 갈라파고스 제도는 미대륙에서 스페인으로 황금이나 은을 운반해 가는 선박의 같은 화물을 노리는 영국 해적의 은신처로 이용되었고, 해적들 중에는 지도를 만들어 섬에 이름을 붙인 사람도 있었다. 해적들은 식량으로 삼기 위해 산양을 섬에 풀어 놓았다.

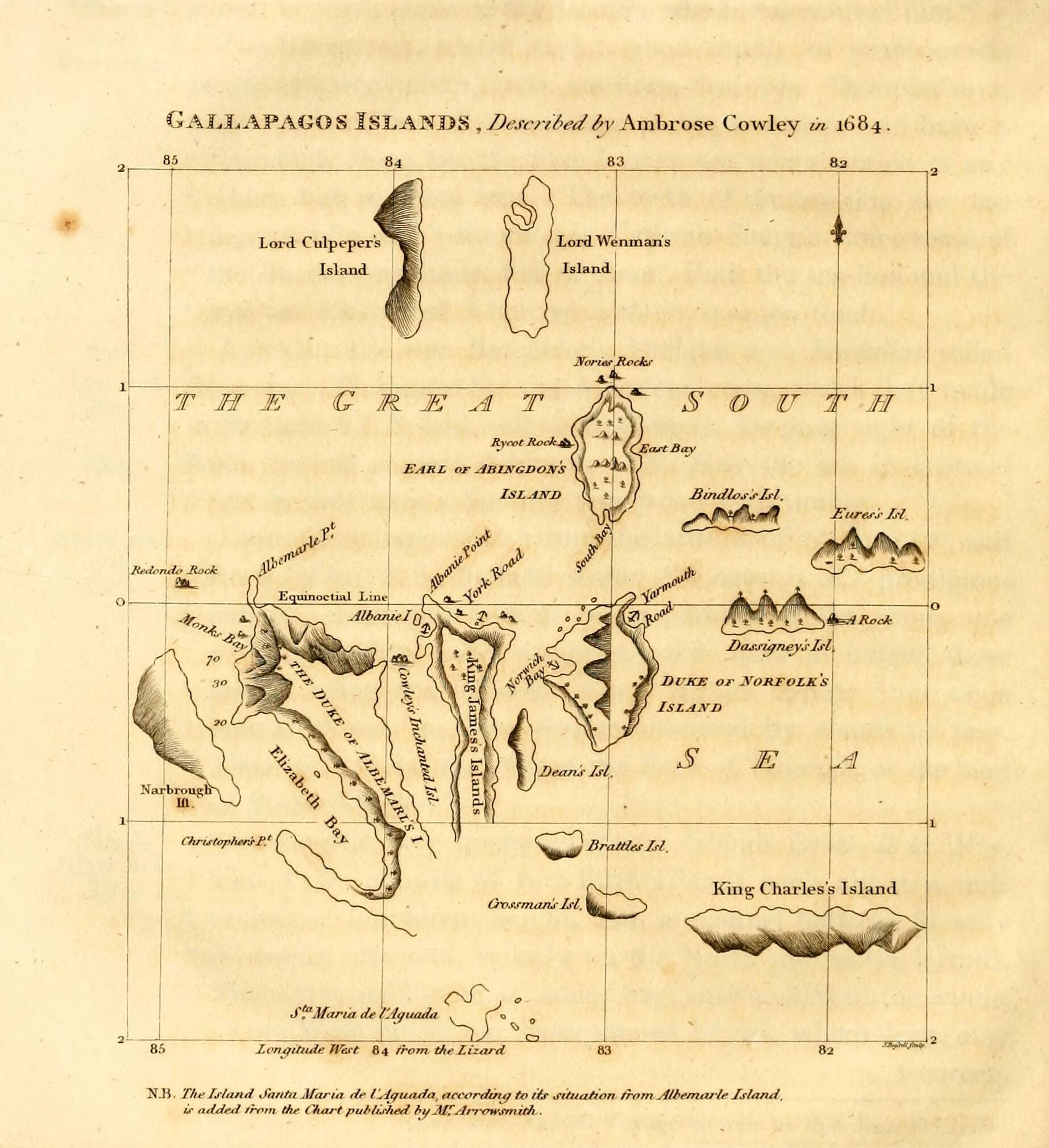
1684년에 제작된 지도

1793년 제임스 콜넷은 갈라파고스의 식생을 설명하면서, 이곳을 태평양에서 고래를 잡는 포경선 기지로
사용할 수 있다고 제시했다. 그는 또한 최초의 이 섬의 항해지도를 작성했다. 그리하여 대항해 시대에는 포경선이 기름을 짜내기 위해 거북이를 약탈을 했고, 물이나 음식을 주지 않아도 오랫동안 살 수 있다는 장점 때문에 신선한 단백질 공급원으로 배에 싣고 다녔다. 그리하여 거북이 개체의 급격한 감소가 발생했고, 어떤 곳의 어떤 종은 멸종하기도 했다. 포경업자와 물개 모피 사냥꾼이 활동함에 따라서 이들의 개체는 거의 멸종 수준에 다다랐다.
1832년 2월 12일에 에콰도르가 영유권을 선언하면서, ‘에콰도르 군도’라고 이름을 붙였다. 과거에 있었던 이름에 새 이름이 붙고, 지금까지 사용하고 있다. 이곳 최초의 지사는 호세 드 비야밀 장군(General José de Villamil)이었고, 플로레아나섬에 죄수를 데려와 정착시켰다. 또한 그해에 장인 몇몇과 농부도 합류를 시켰다.
1835년 9월 15일 로버트 피츠로이가 이끄는 탐사선 비글호를 타고, 찰스 다윈이 이곳을 방문했다. 이 배에는 지질학과 생물학을 연구하기 위해 채트햄(Charles), 앨비말(Albemarle)이 타고 있었으며, 세계 일주 탐사를 계속하기 위해 10월 20일 떠나기 전까지 제임스섬에 머물렀다. 그는 이곳의 흉내지빠귀(현재는 다윈의 핀치라고 부름)가 섬마다 다르다는 것을 알아챘고, 그 새가 관련이 없다고 생각하고 분류화하지 않았다. 에콰도르 공화국의 갈라파고스 주지사를 역임하던 영국인 니콜라스 로슨은 형무소 식민지를 방문한 그들과 찰스섬에서 만났는데, 거북이가 섬마다 다르게 생겼다는 것을 알려주었다. 항해가 끝날 무렵, 다윈은 흉내지빠귀와 거북이의 분포를 생각하면서 불변하다고 생각되었던 "종의 안정성"이 흔들릴 수도 있음을 깊이 생각하게 되었다. 잉글랜드로 돌아오는 길에 새 표본을 분석하게 되었고, 서로 다른 많은 흉내지빠귀 종이 서로 다른 종의 되새류라는 것을 발견했고, 이 섬에만 유일한 종이라는 것을 알아냈다. 이러한 사실들은 진화를 설명하는 다윈의 자연선택 이론에 발전을 가져왔고, 이것은 《종의 기원》(The Origin of Species)에서도 나타나고 있다.
1920년대와 30년대에는 유럽 정착민들이 이 섬에 도착을 했다. 에콰도르 법은 이들에게 20헥타아르의 땅을 제공했다.
이후 항공로의 횡단로가 건설되면 유럽을 중심으로 관광객이 방문하게 되고, 환경 파괴도 심각 해졌다. 지금은 다윈 연구소와 국립공원 관리 사무소를 설치하고, 세계 유산에 등록하여 관광객에 대한 내추럴리스트 가이드 제도 등으로 엄격한 보호 대책을 강구하고 있다. 관광객들은 손발을 씻지 않으면, 출입이 허가되지 않을 정도의 보호 체제를 가지고 있지만, 아직도 정착해서 사는 염소와 최근에는 엘니뇨로 인한 문제도 발생하고 있다.
최근 조사에서는 바다 이구아나와 갈라파고스 육지 이구아나의 공존 관계가 무너져 바다 이구아나와 갈라파고스 육지 이구아나의 교미에 의해 태어난 새끼는 양쪽 모두의 DNA를 가지고 있는 것으로 밝혀졌다. 따라서 갈라파고스 육지 이구아나에는 없는 발톱이 돋아난 하이브리드 이구아나라고 불리는 신종 이구아나가 출현했다. 또한 위에서 언급한 엘니뇨의 영향으로 몸길이가 25% 정도 짧은 이구아나가 발견되어 문제가 되고 있다.

## 찰스 다윈

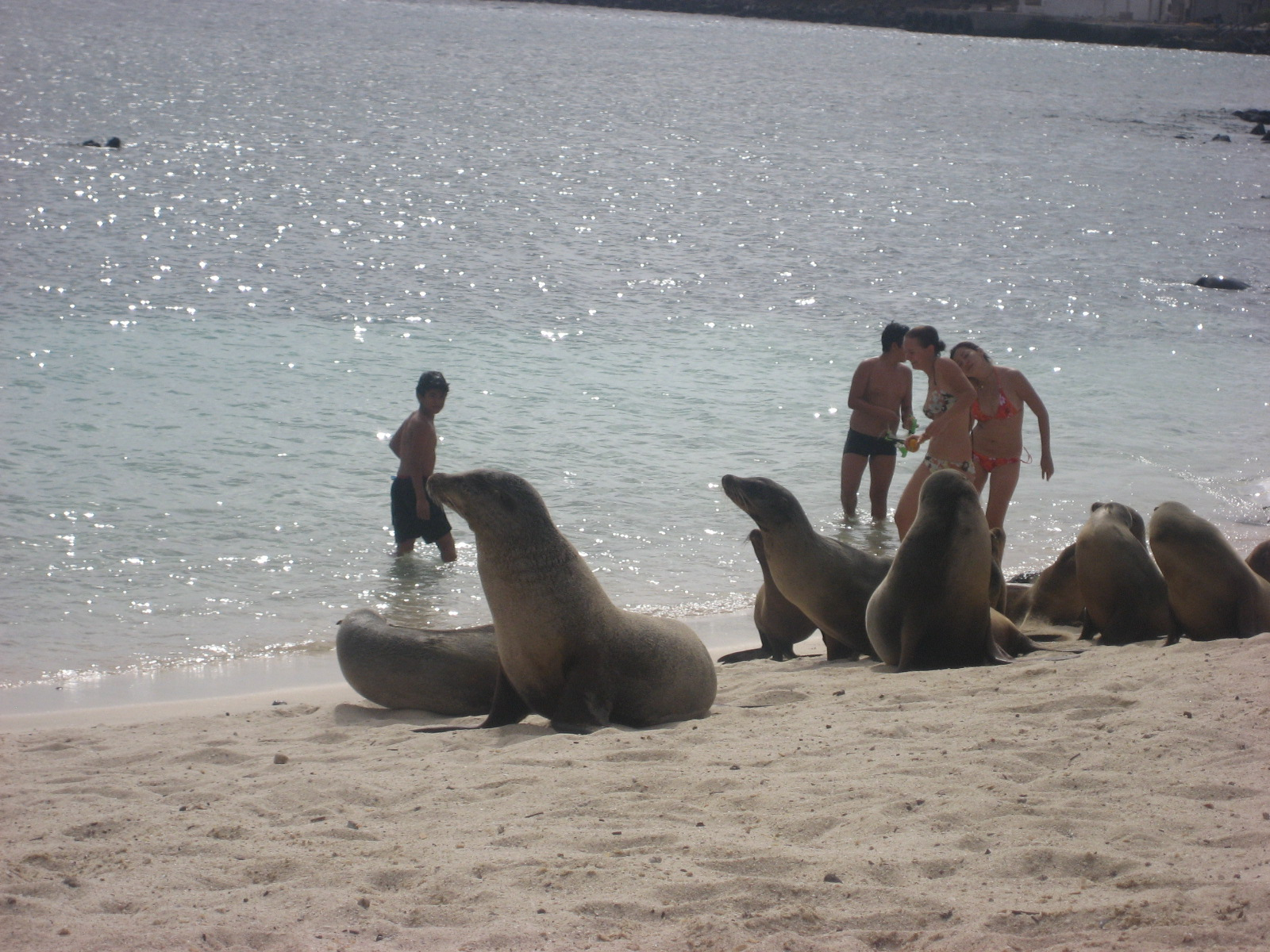
사람에게 익숙한 물개

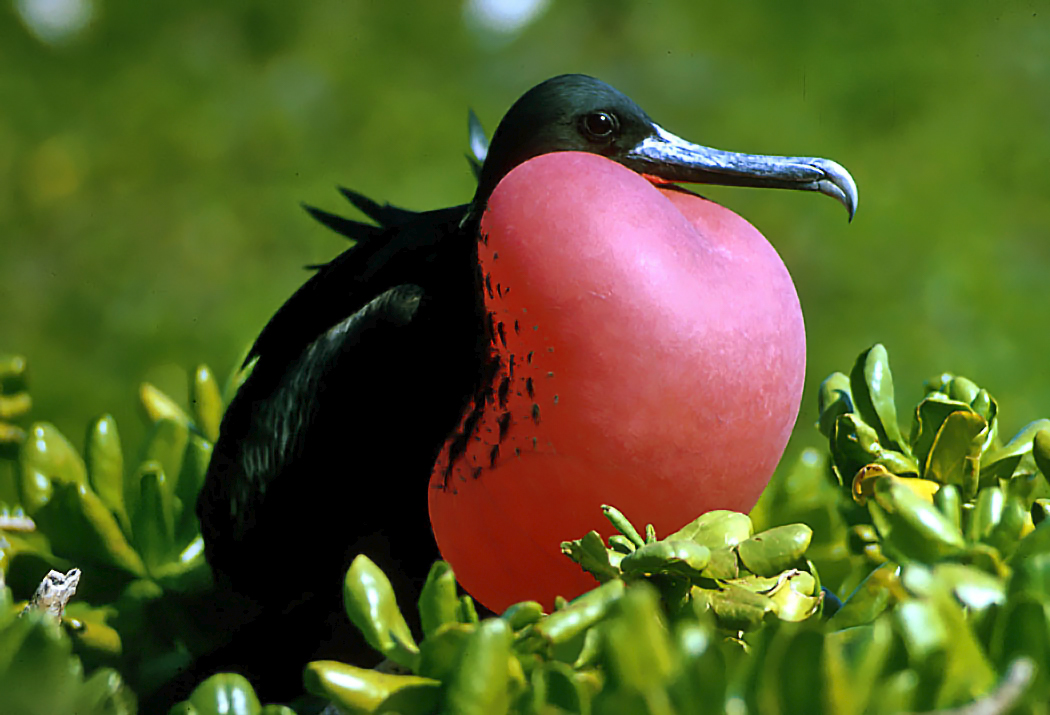
아메리카군함조

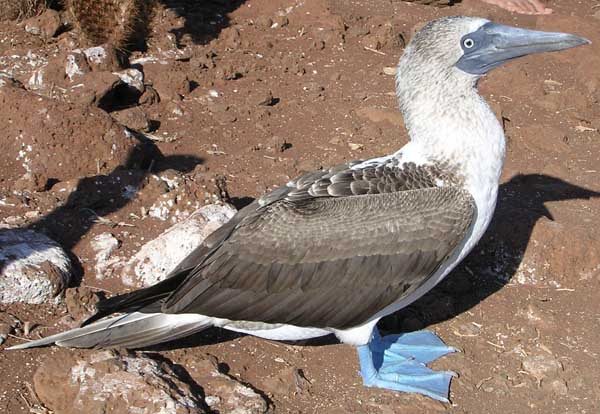
푸른발 부비

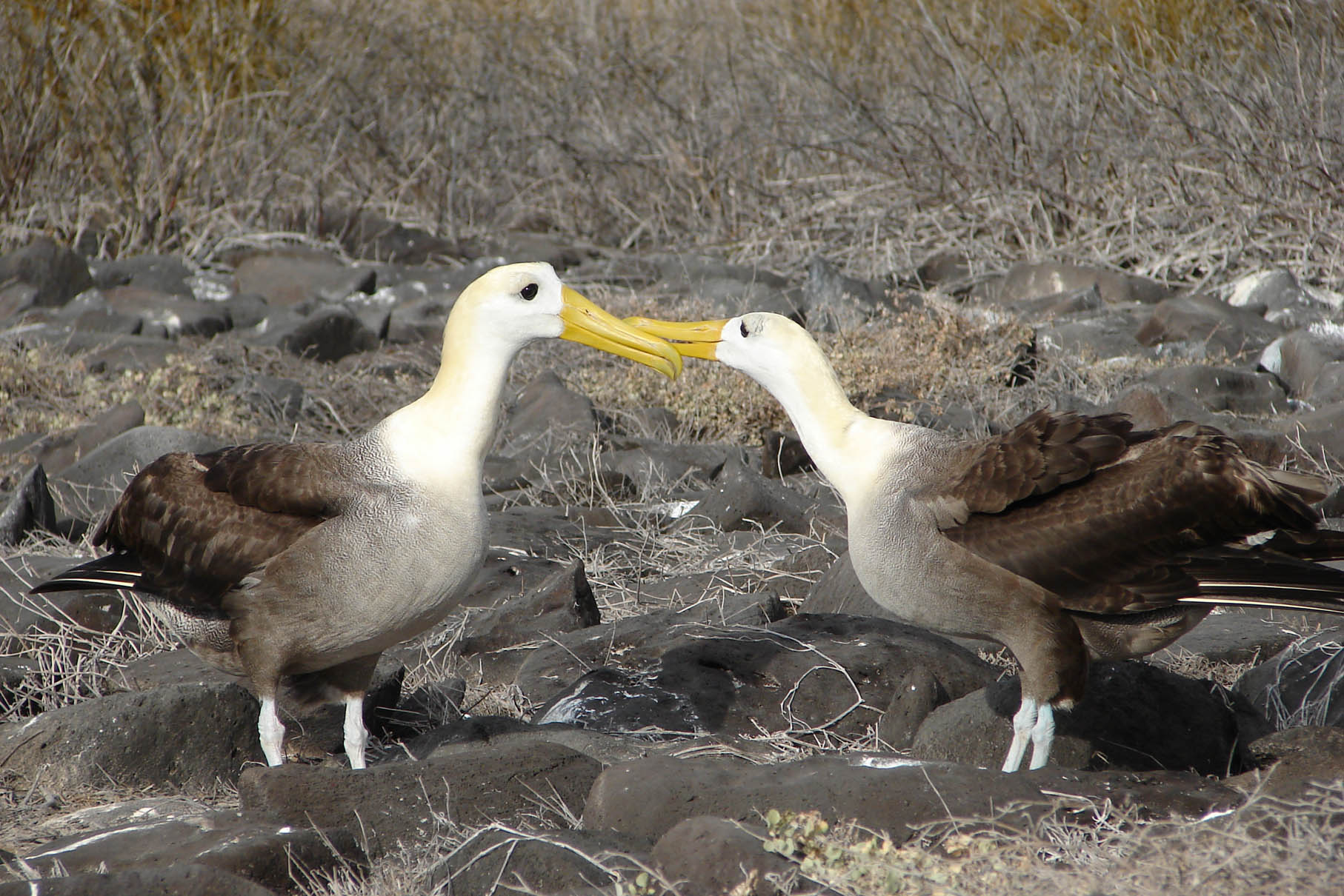
갈라파고스 알바트로스

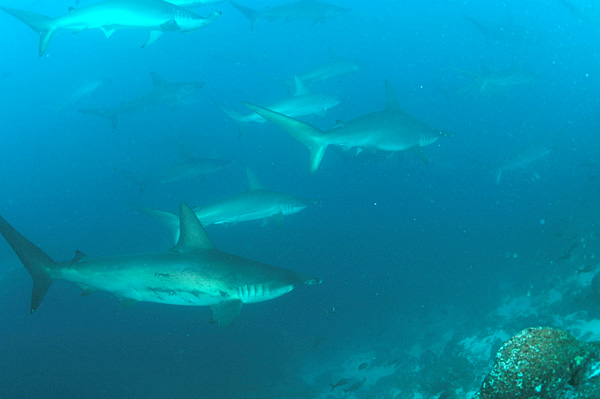
귀상어 (갈라파고스 제도) 늑대섬.

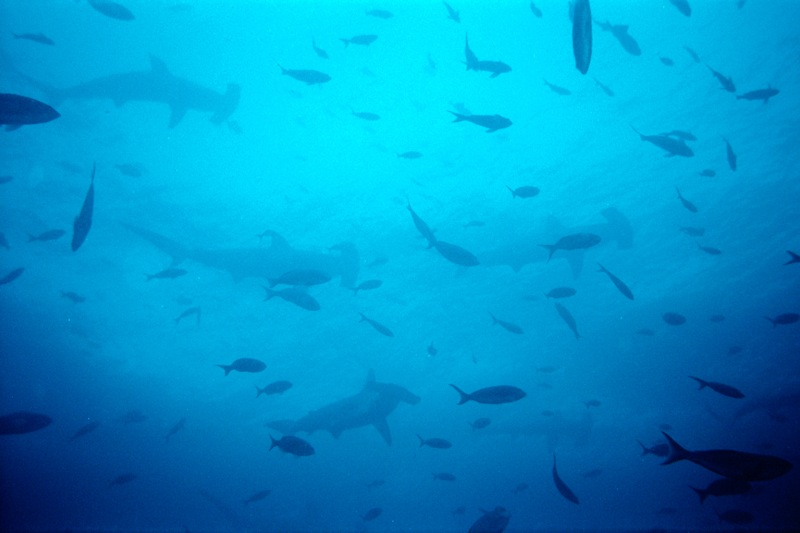
귀상어(갈라파고스 제도) 늑대섬.

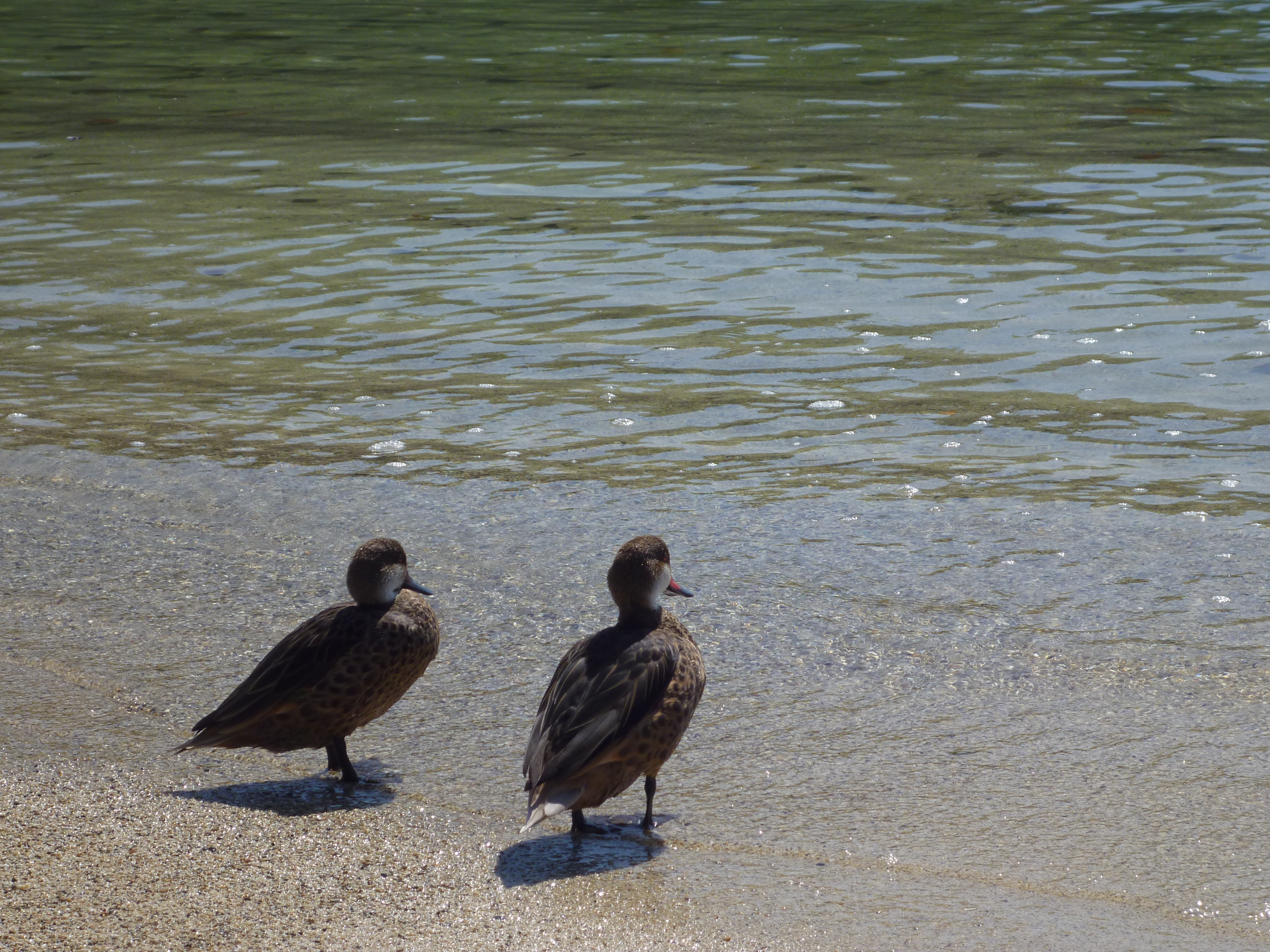
오리 산타크루스섬.

1835년 찰스 다윈이 측량선 《비글호》를 타고 《진화론》의 영감을 얻게 된 갈라파고스를 방문한 것은 유명하다. 다윈은 항해 후반 1835년 9월 15일부터 10월 20일까지 약 1개월 이상 머물렀다. 그 동안 비글호는 최초로 군도의 정밀한 지리 조사를 했다. 당시의 기록은 그의 《비글호 항해기》에서 읽을 수 있다. 차트샘, 찰스, 오그마르, 제임스 등이 섬에서 관찰한 동물군상은 남미의 조사 경험과 함께, 진화론을 설명하였다. 항해에서 가장 인상적인 것 중의 하나로서, 갈라파고스 제도의 동식물이 남미의 것과 비슷하다는 것을 들고 있다. 당시 제도에 머물 때는 눈치채지 못했지만, 영국에 귀국 후 생물 종이 당시 믿고 있었던 것처럼 변하지 않는 것이 아니라 변할 수 있다는 것을 생각하게 되었다.
1964년 섬에서는 그를 기념하여 "찰스 다윈 연구소"를 설립하고 지금도 야생 동물 보호 조사에 임하고 있다.

## 갈라파고스 제도 산타크루스섬

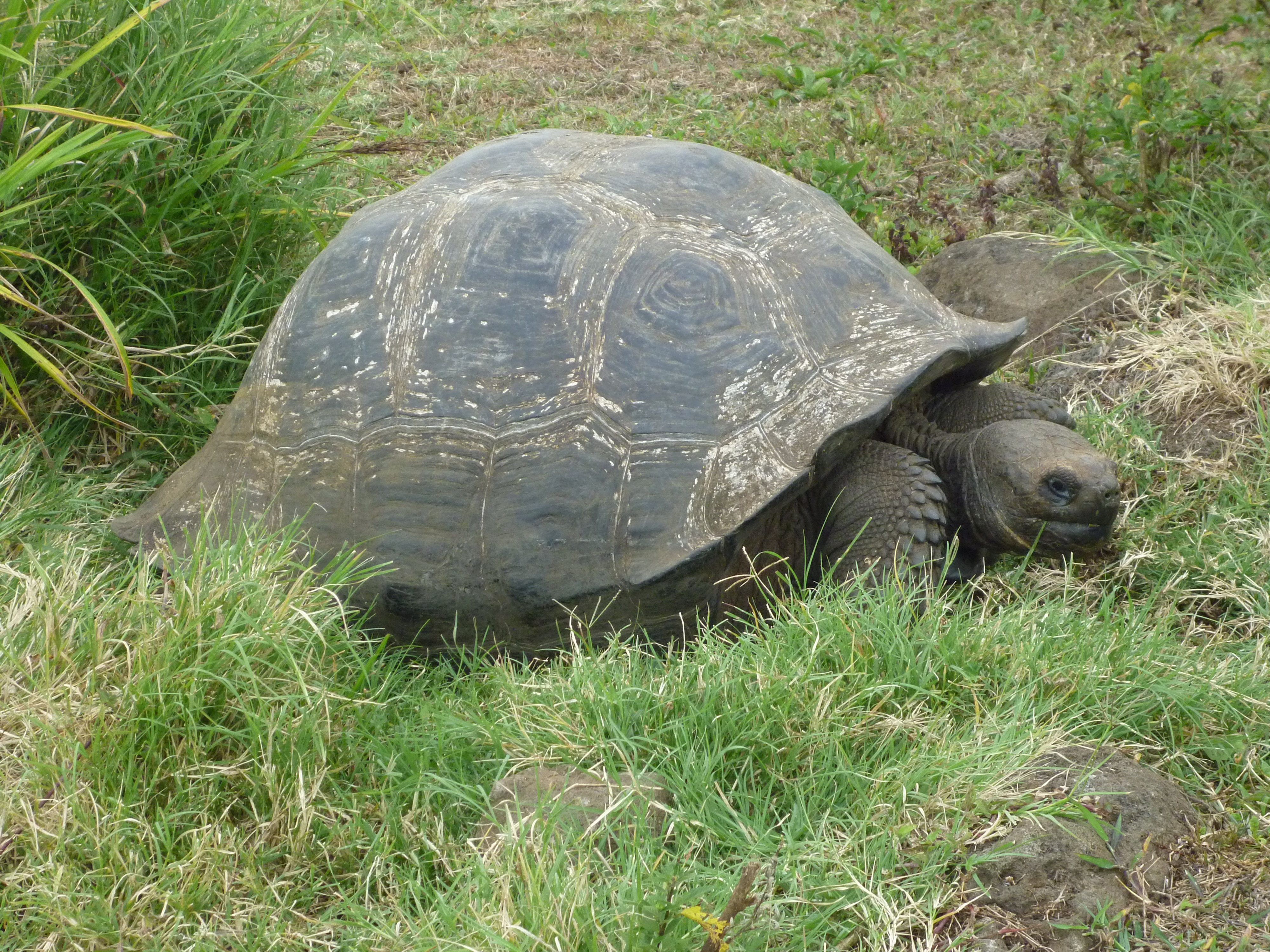
갈라파고스땅거북 산타크루스섬
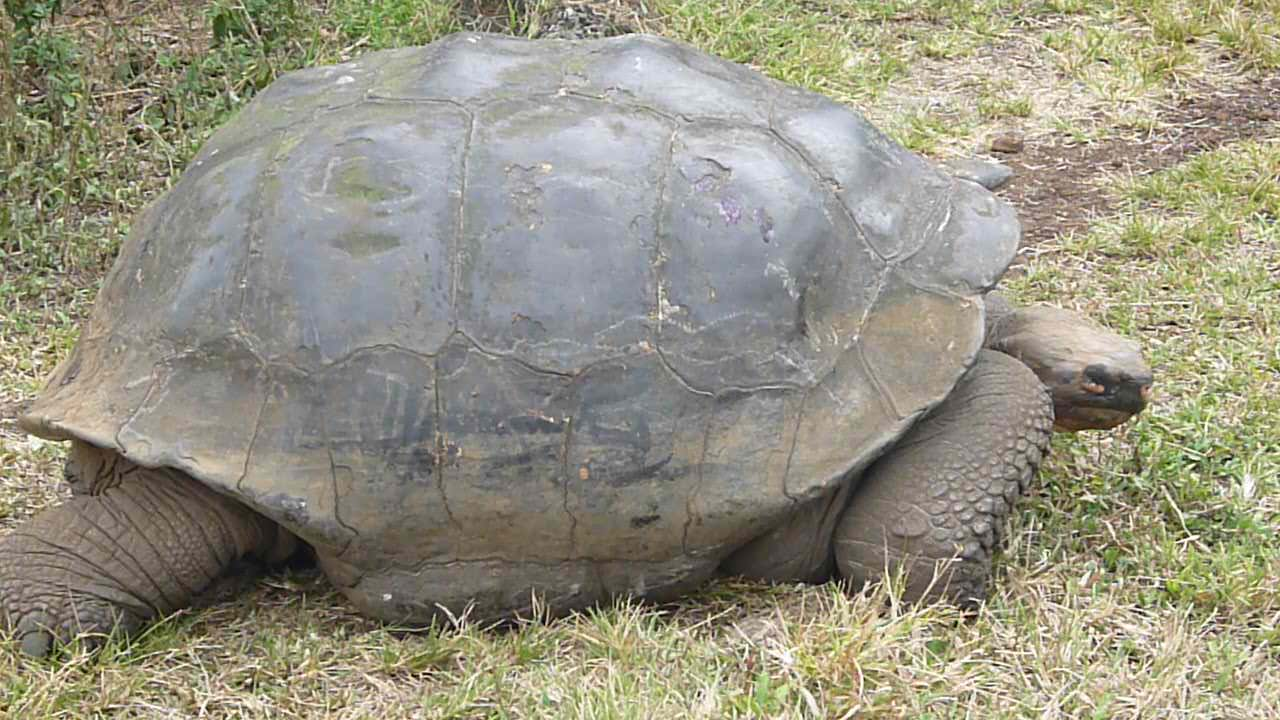
갈라파고스땅거북
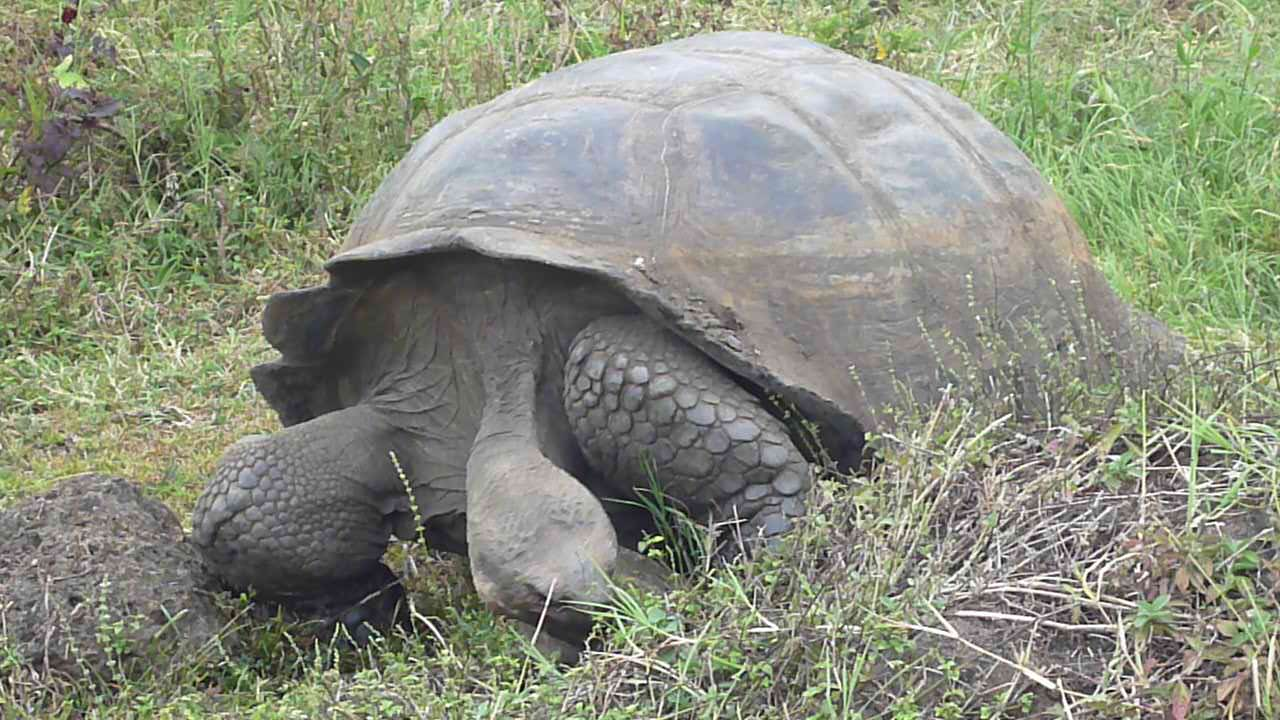
갈라파고스땅거북
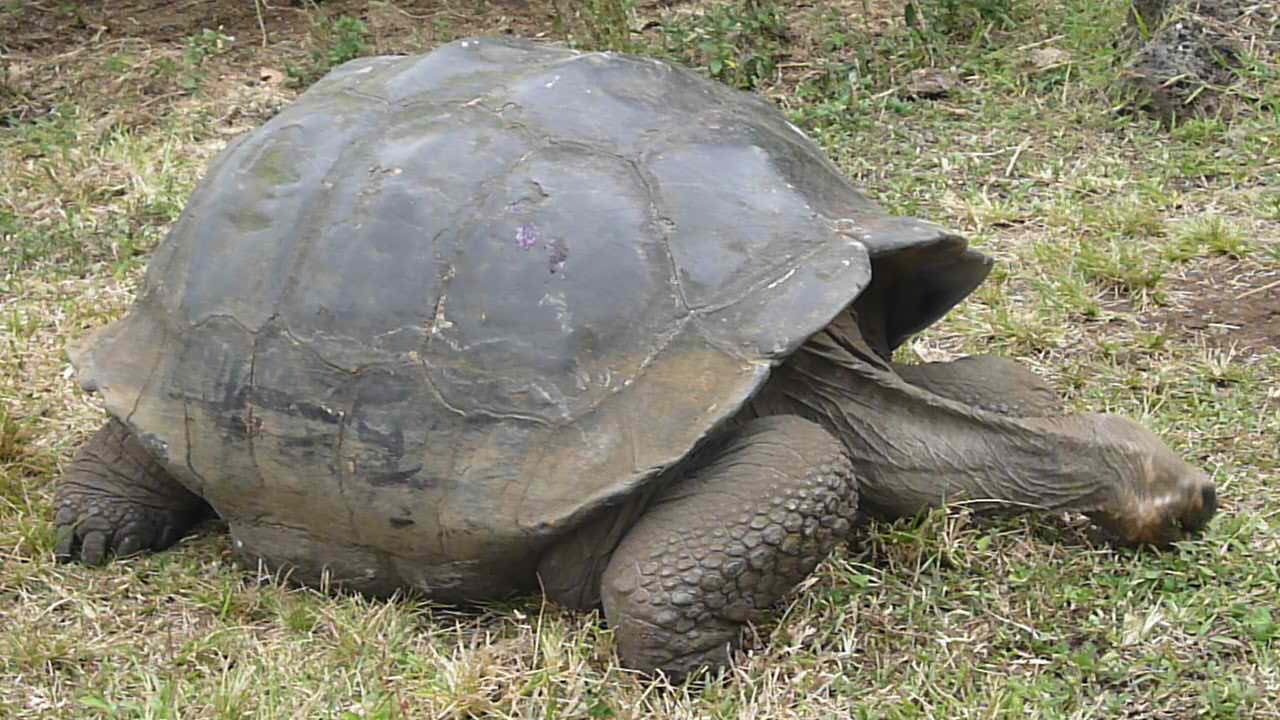
갈라파고스땅거북
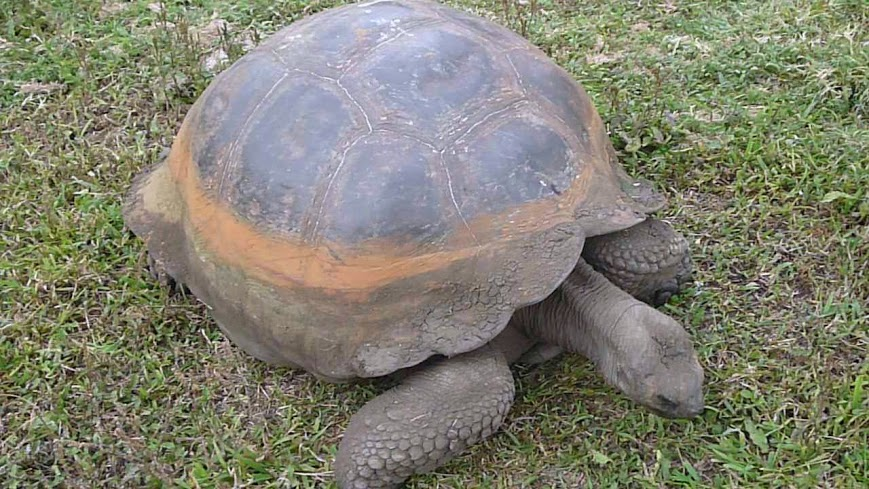
갈라파고스땅거북
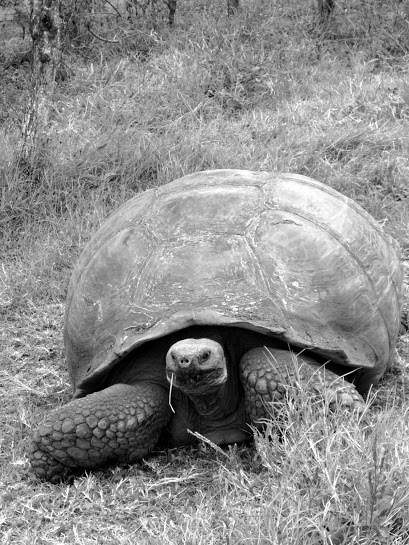
갈라파고스땅거북
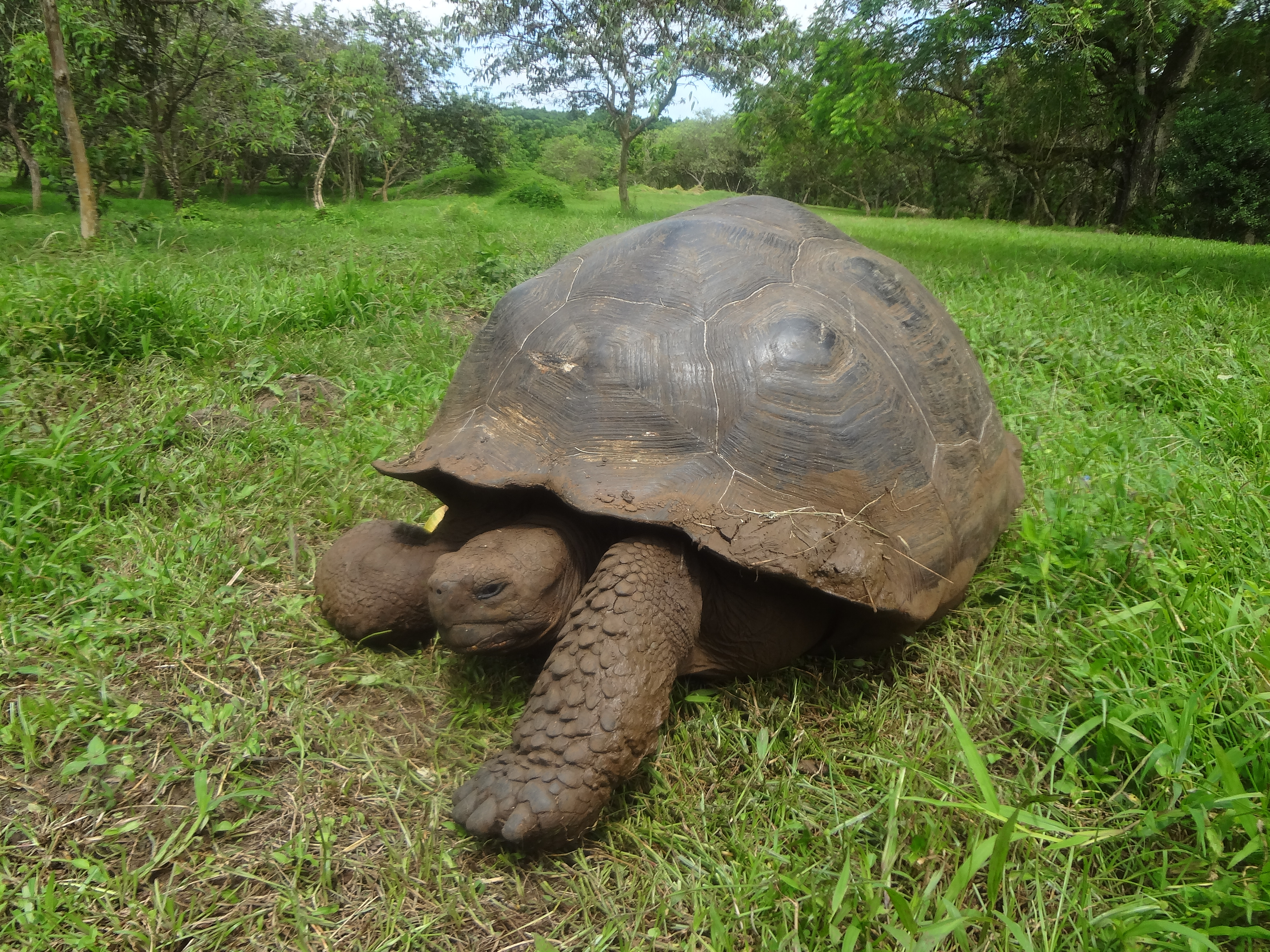
갈라파고스땅거북 (산타크루스섬)
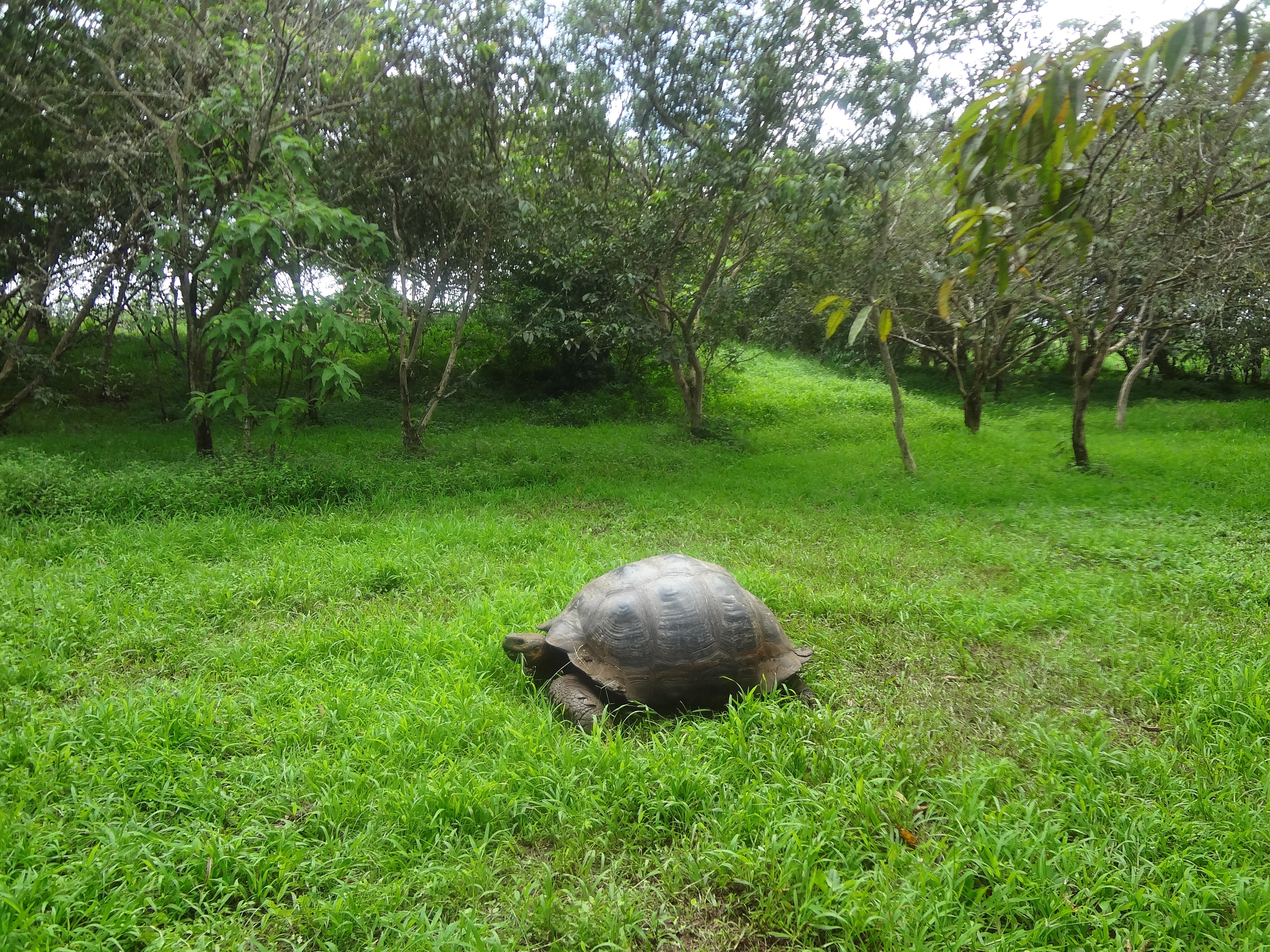
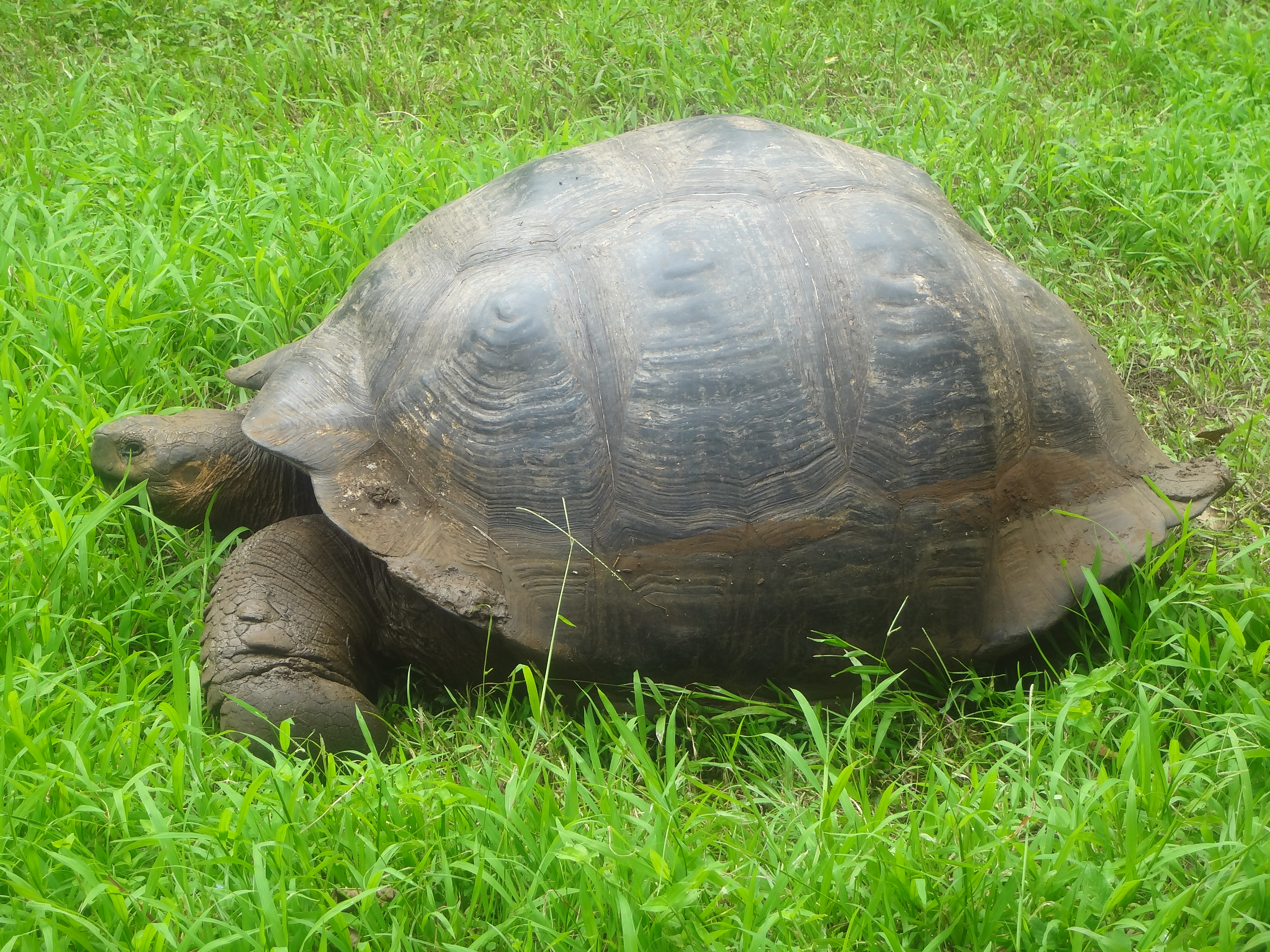
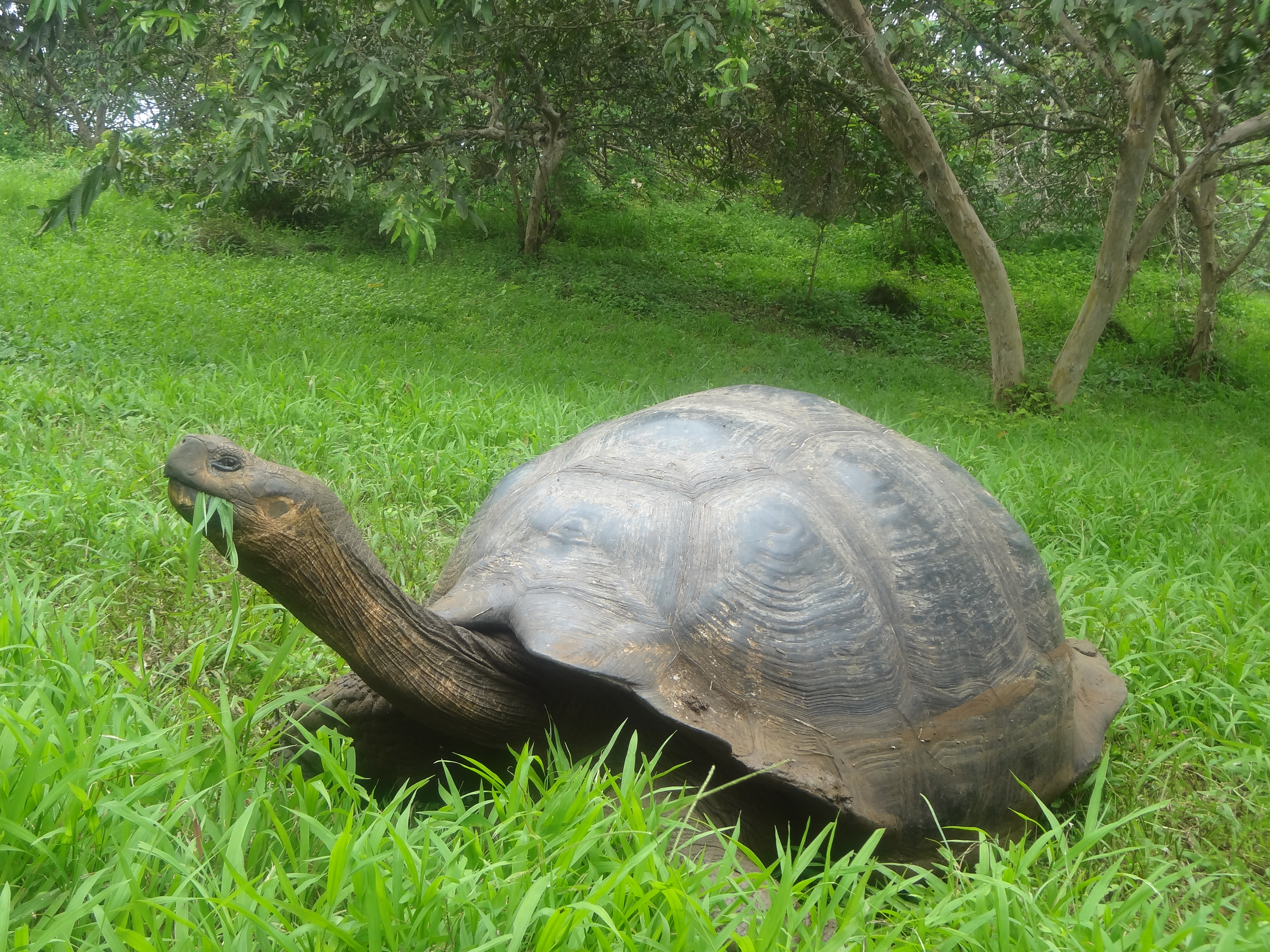
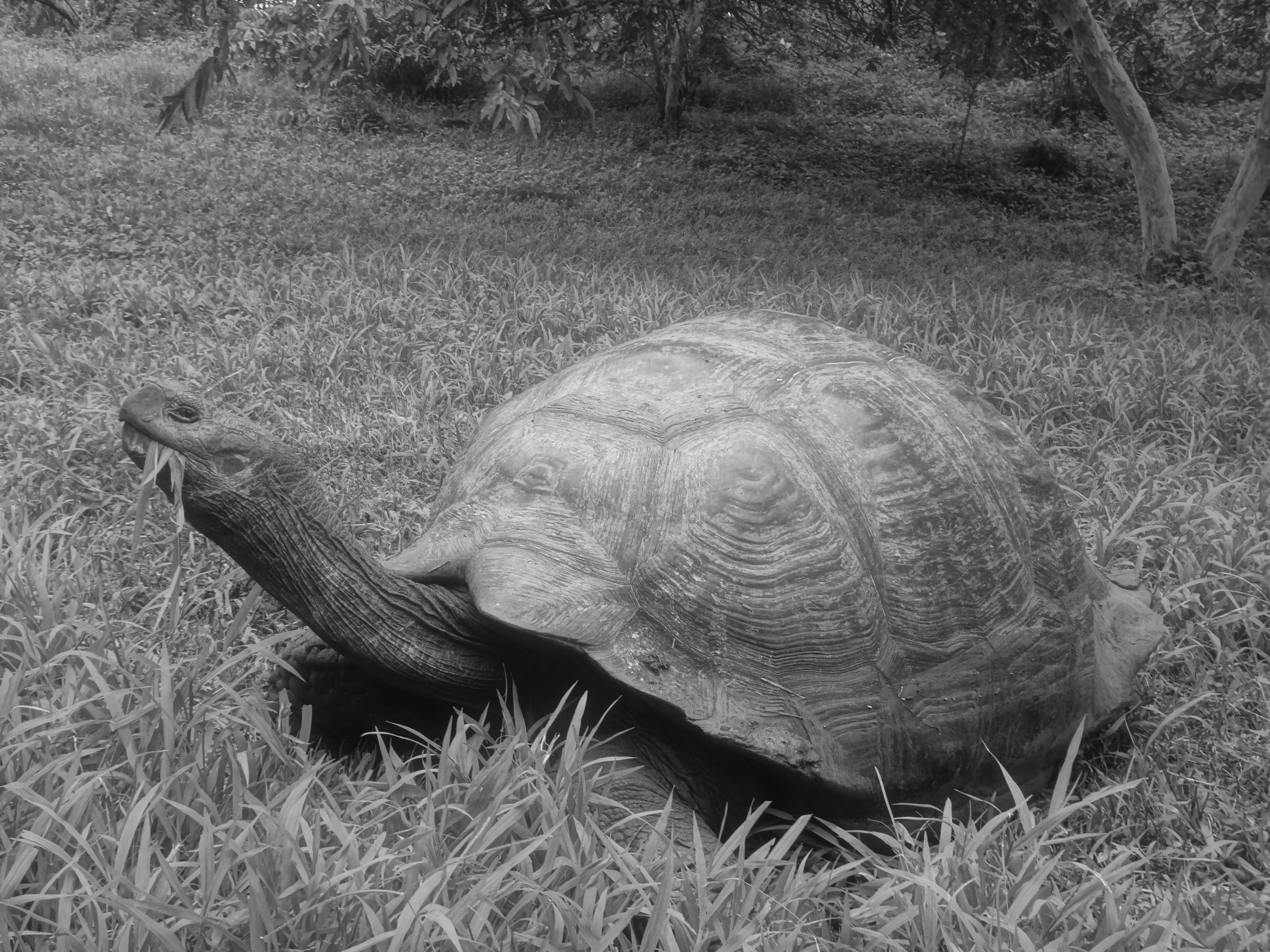
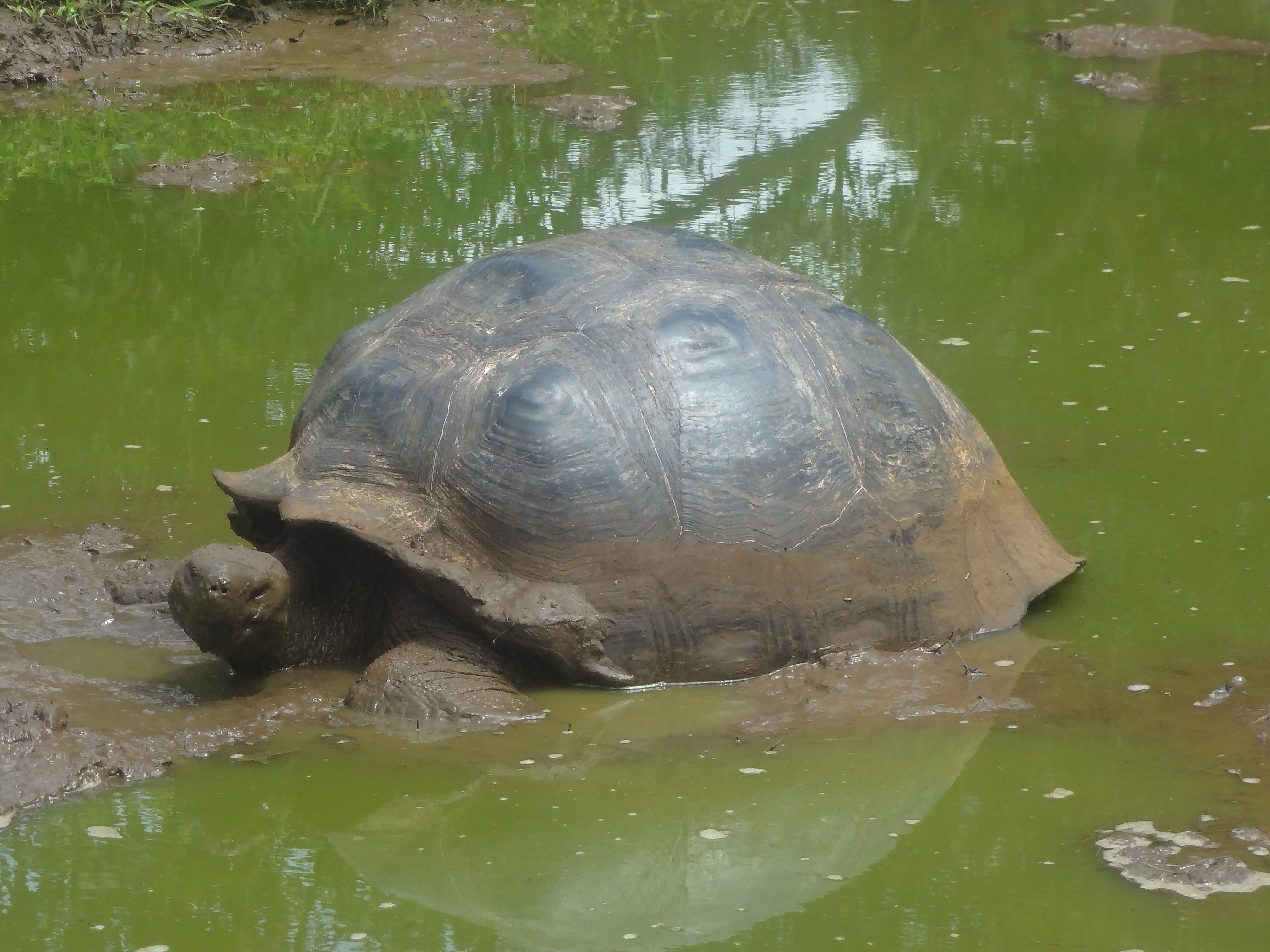
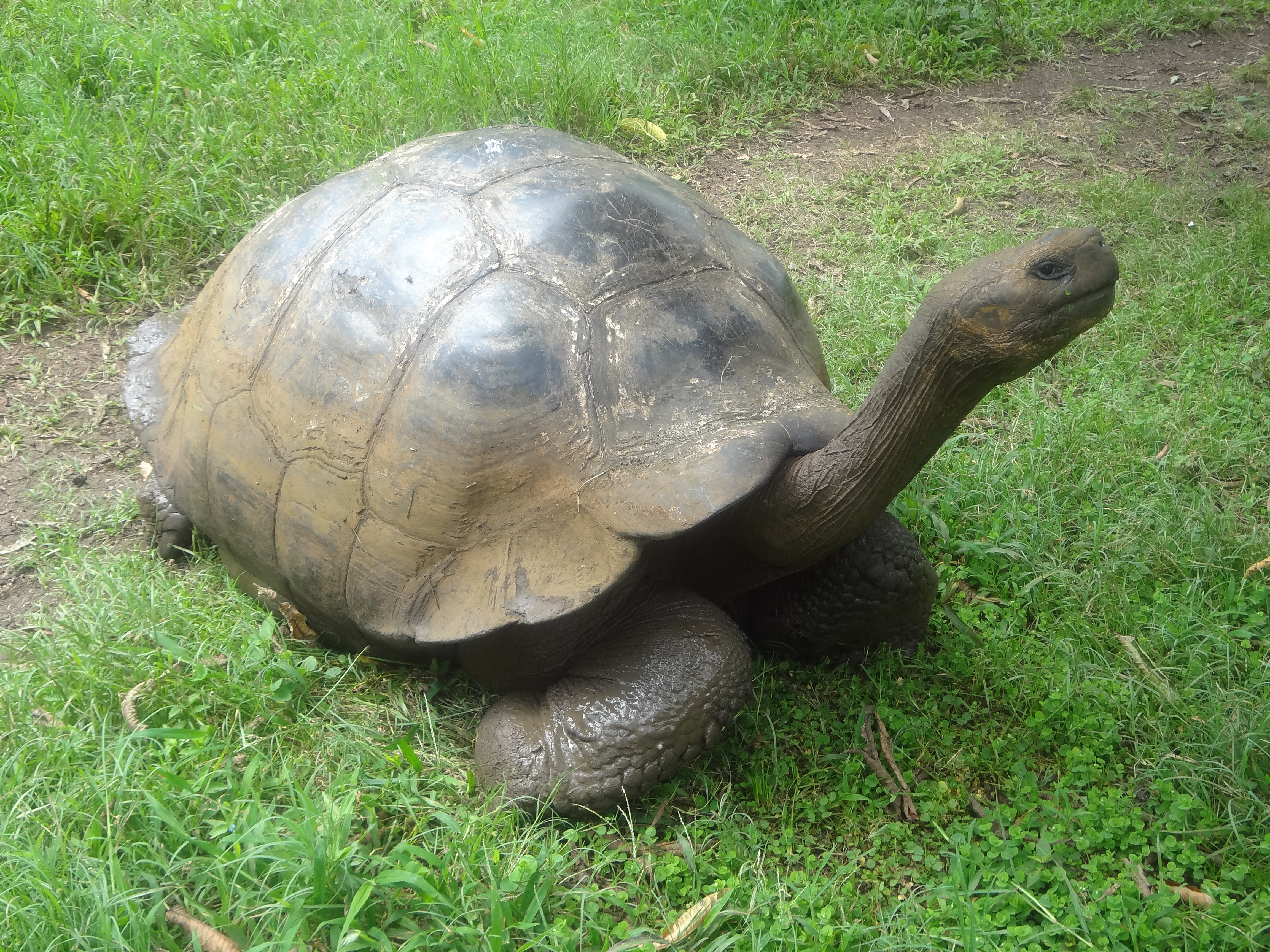
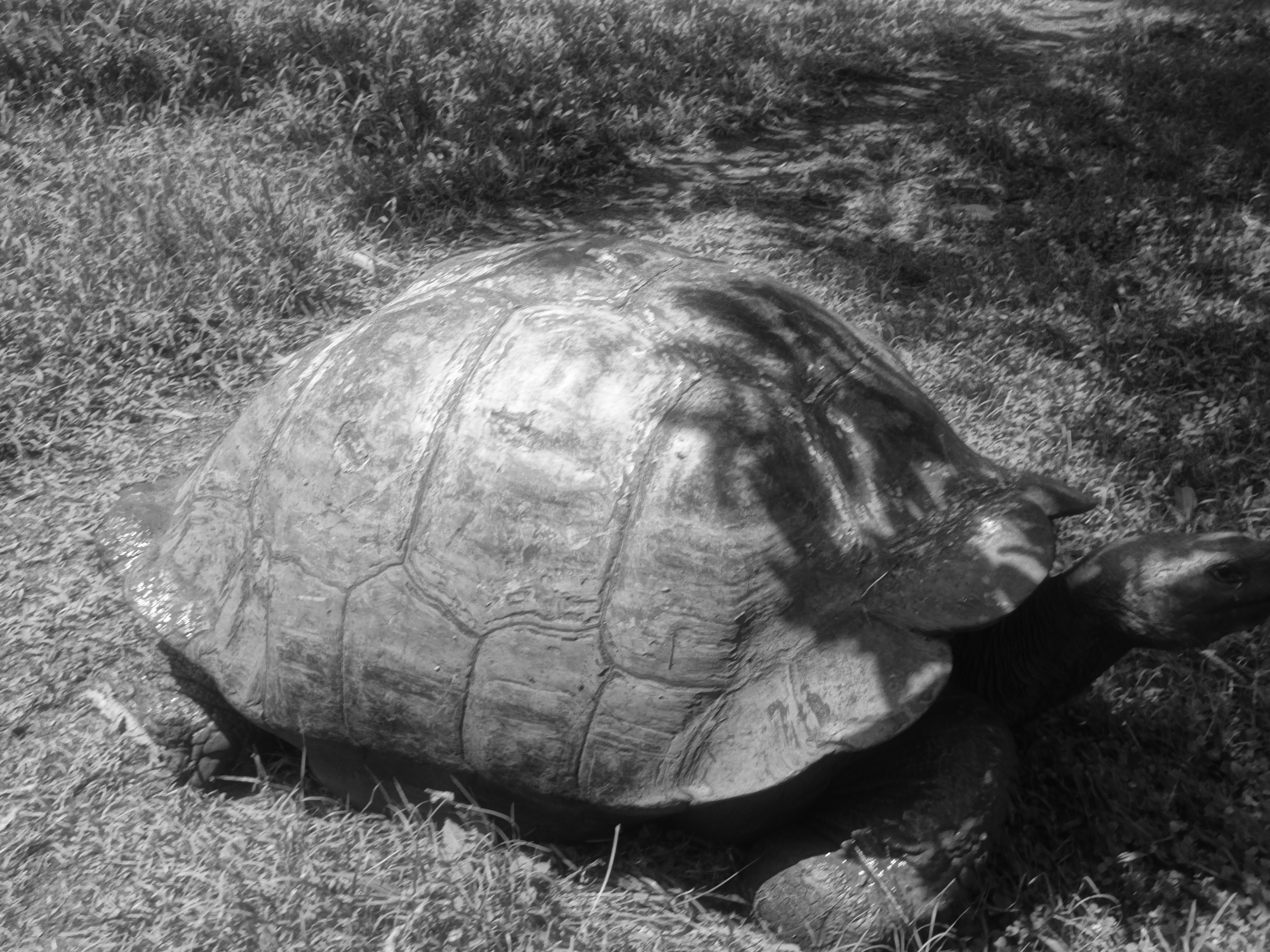
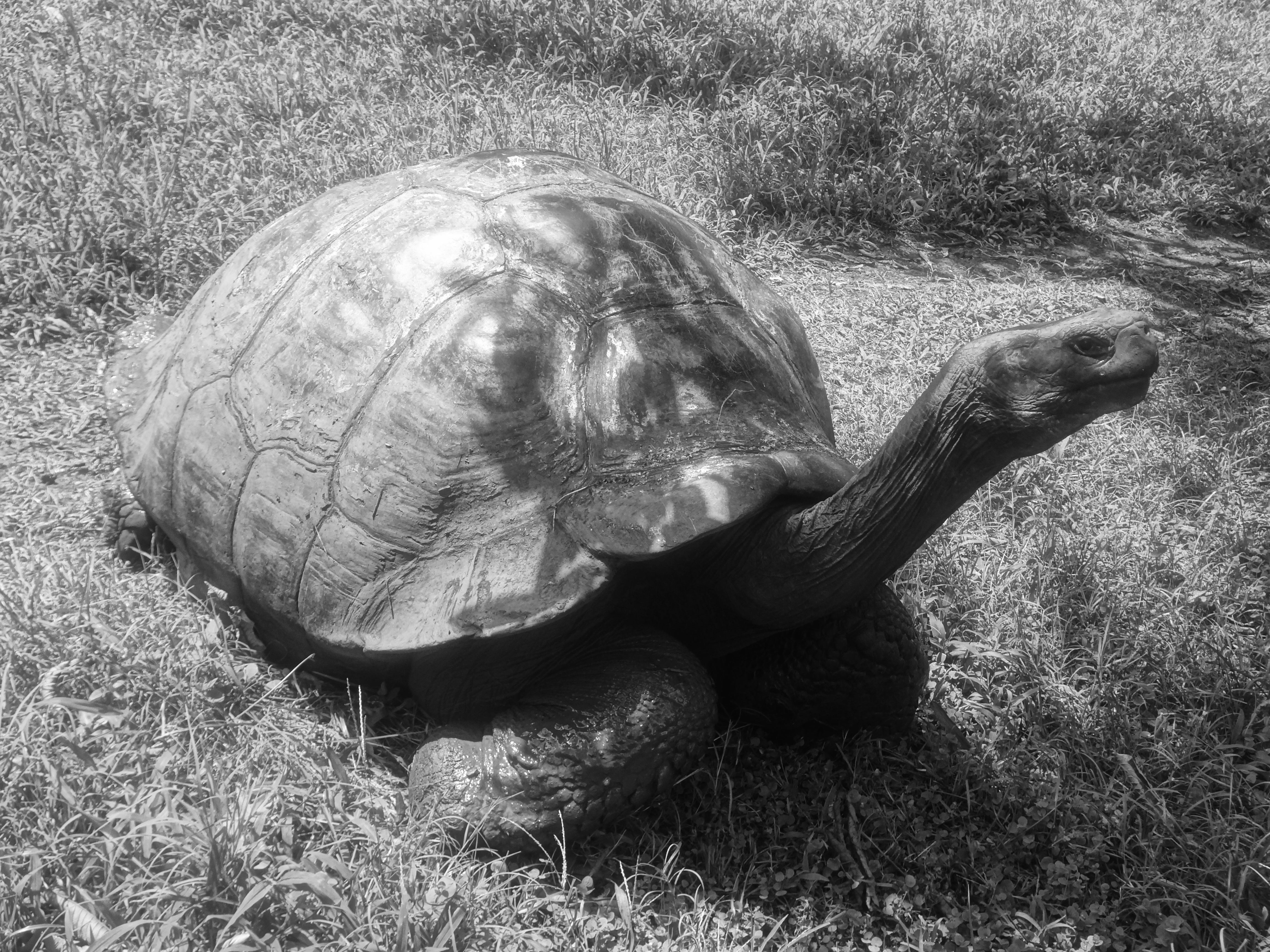
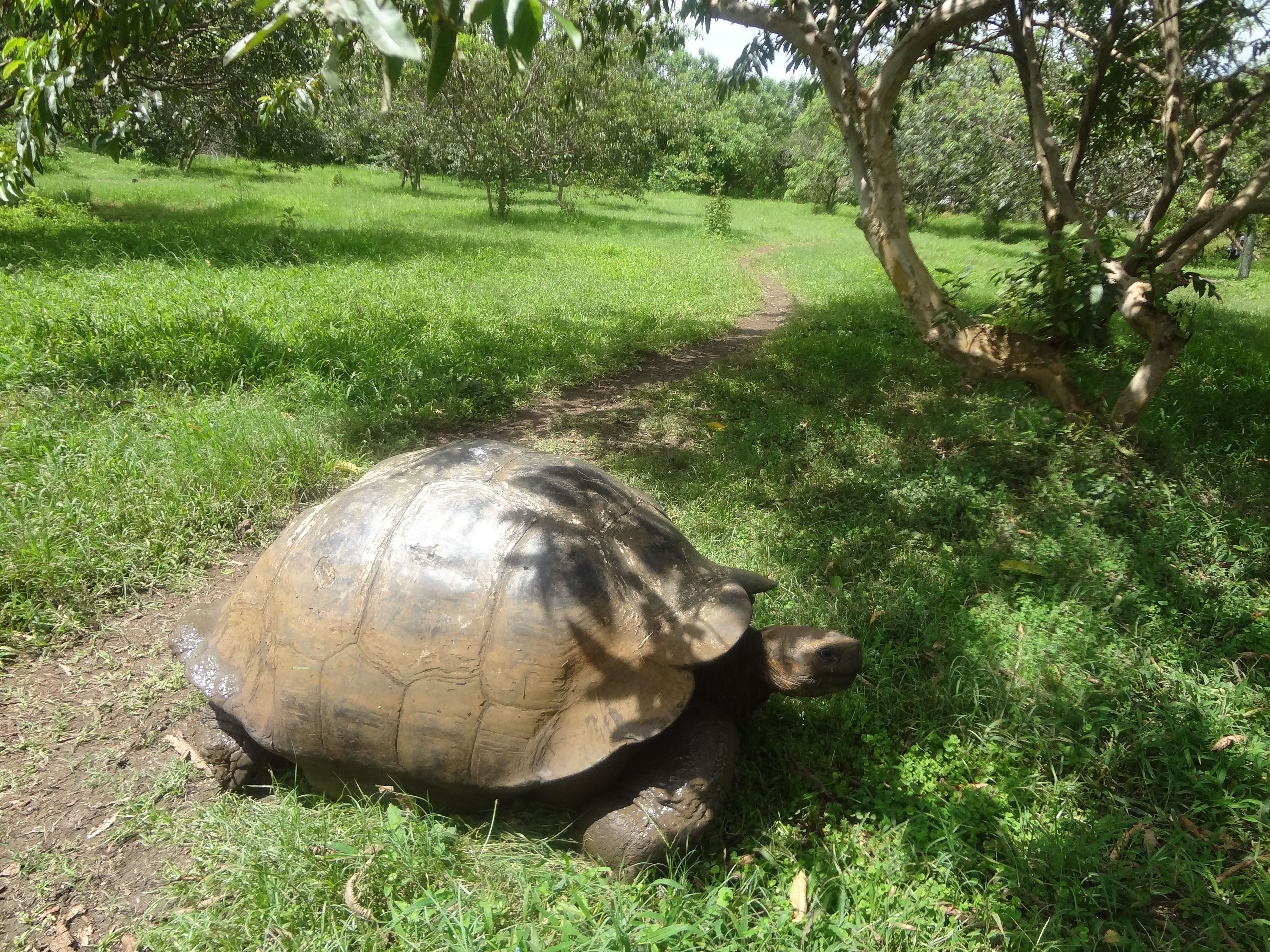
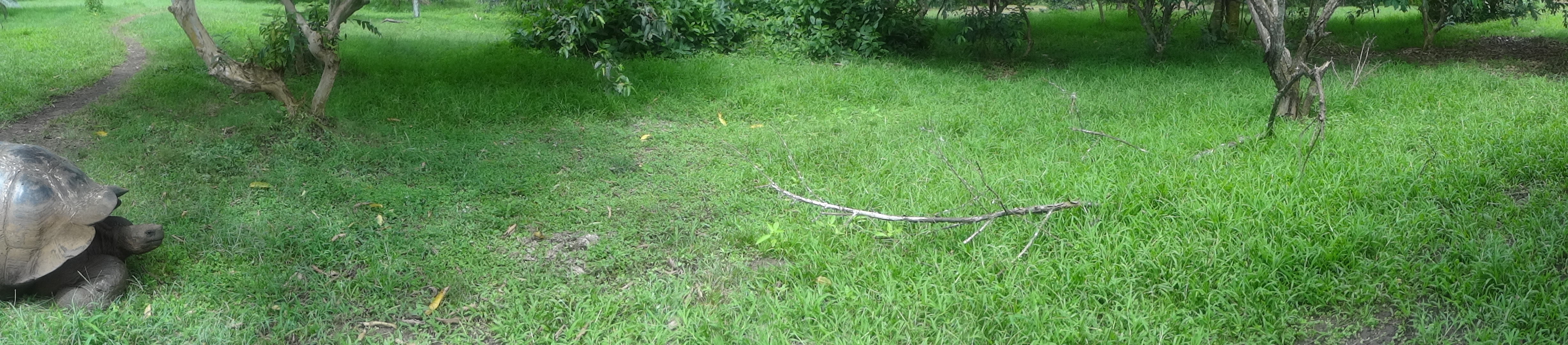
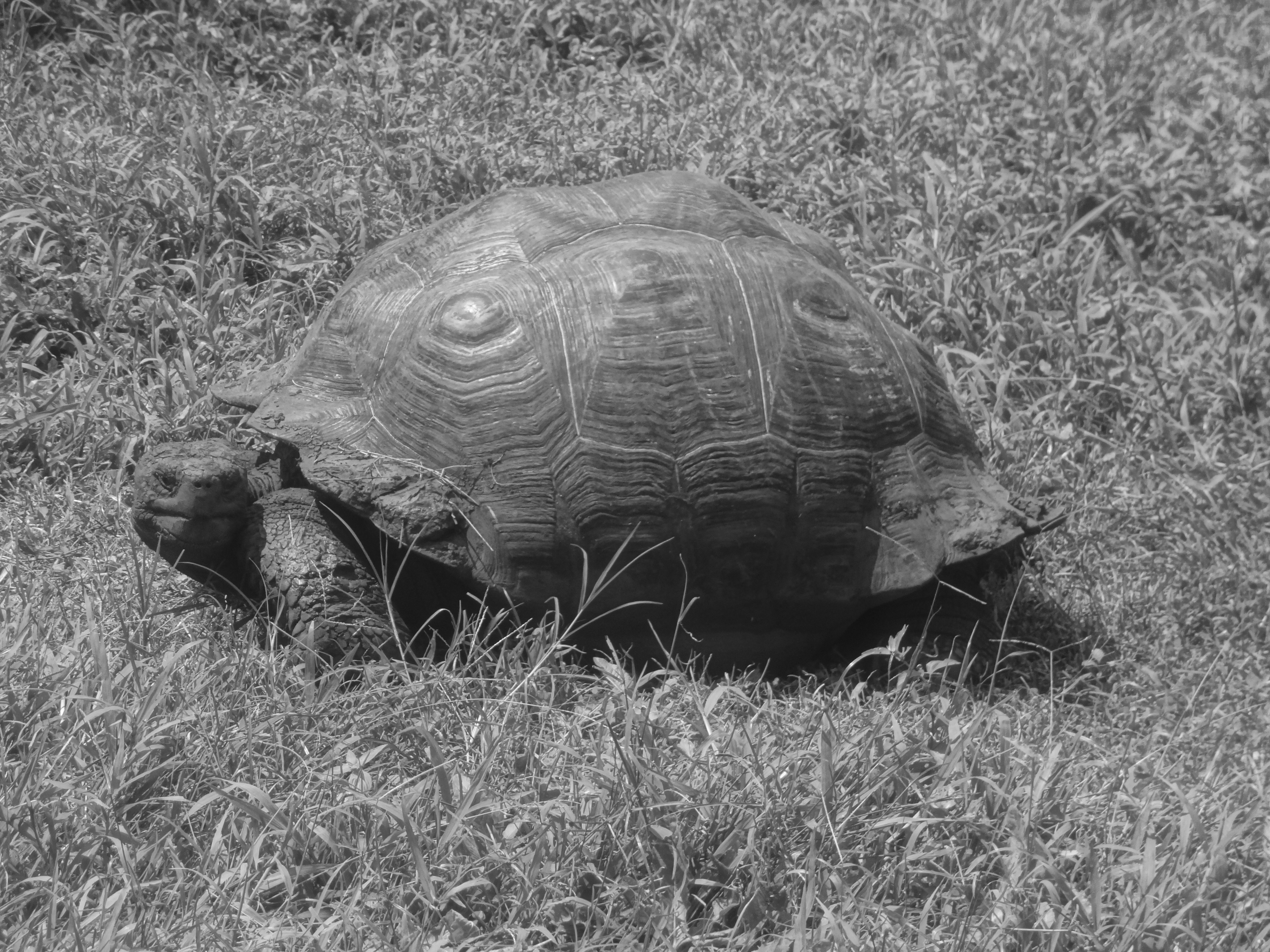
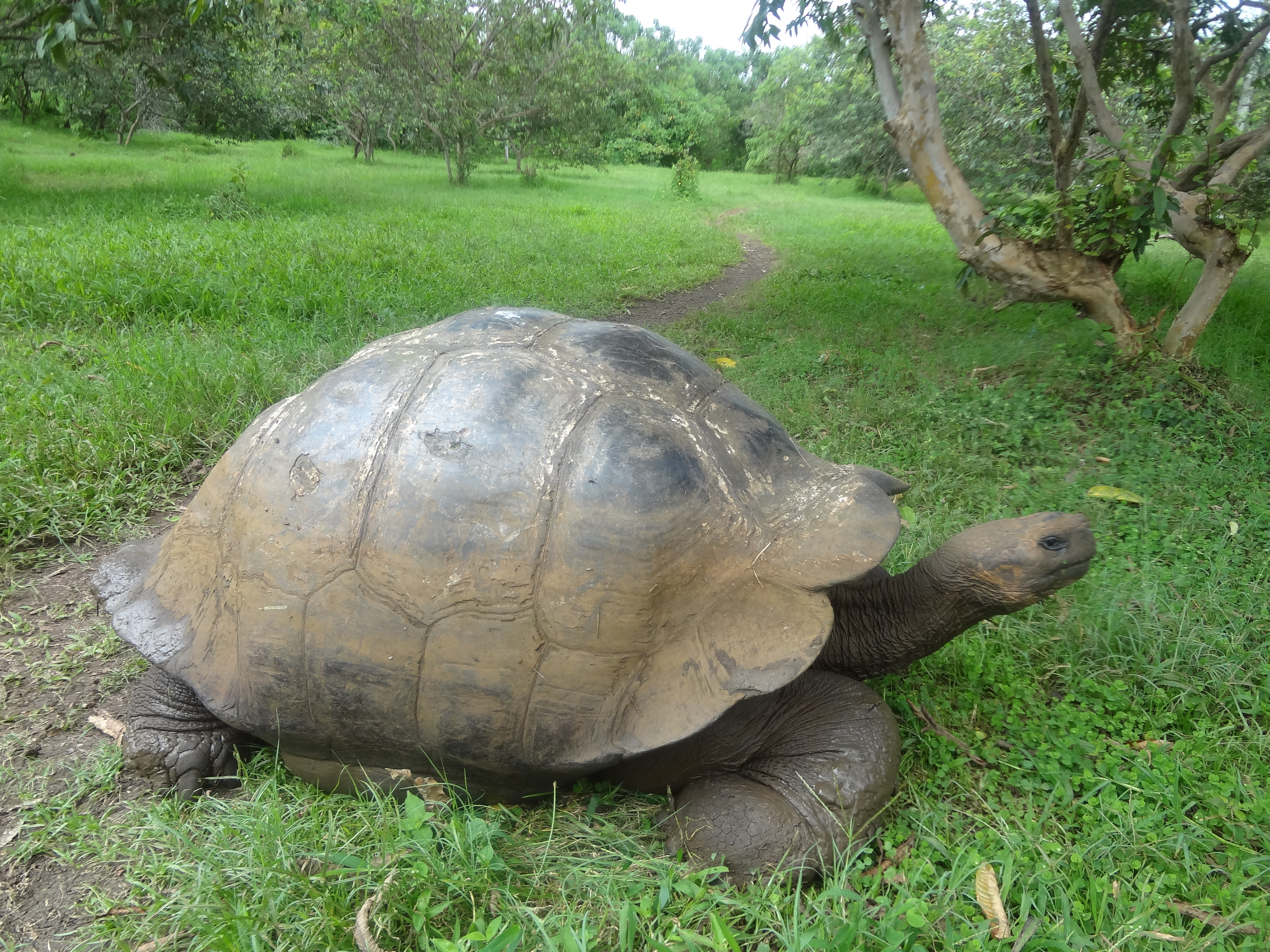
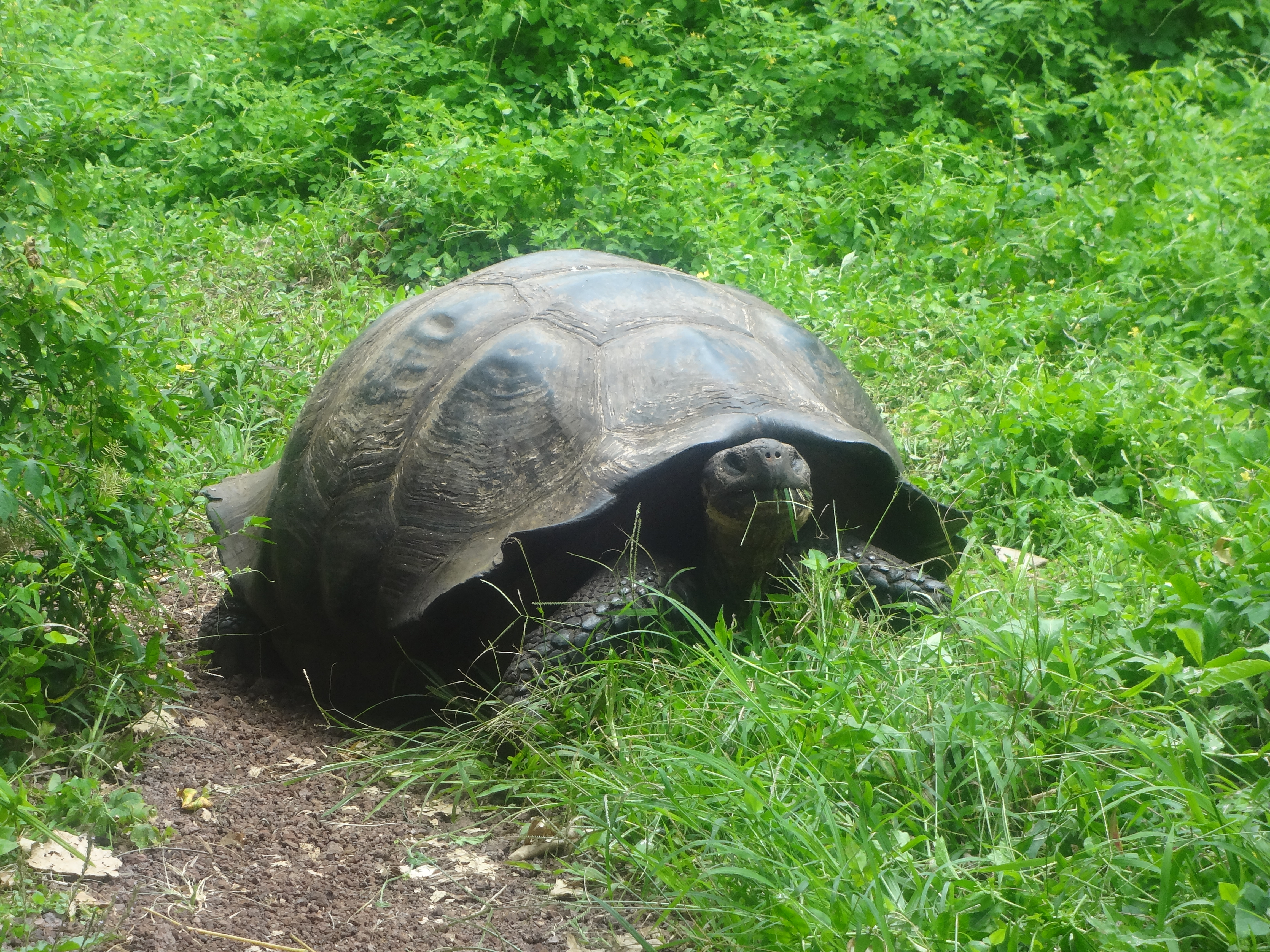
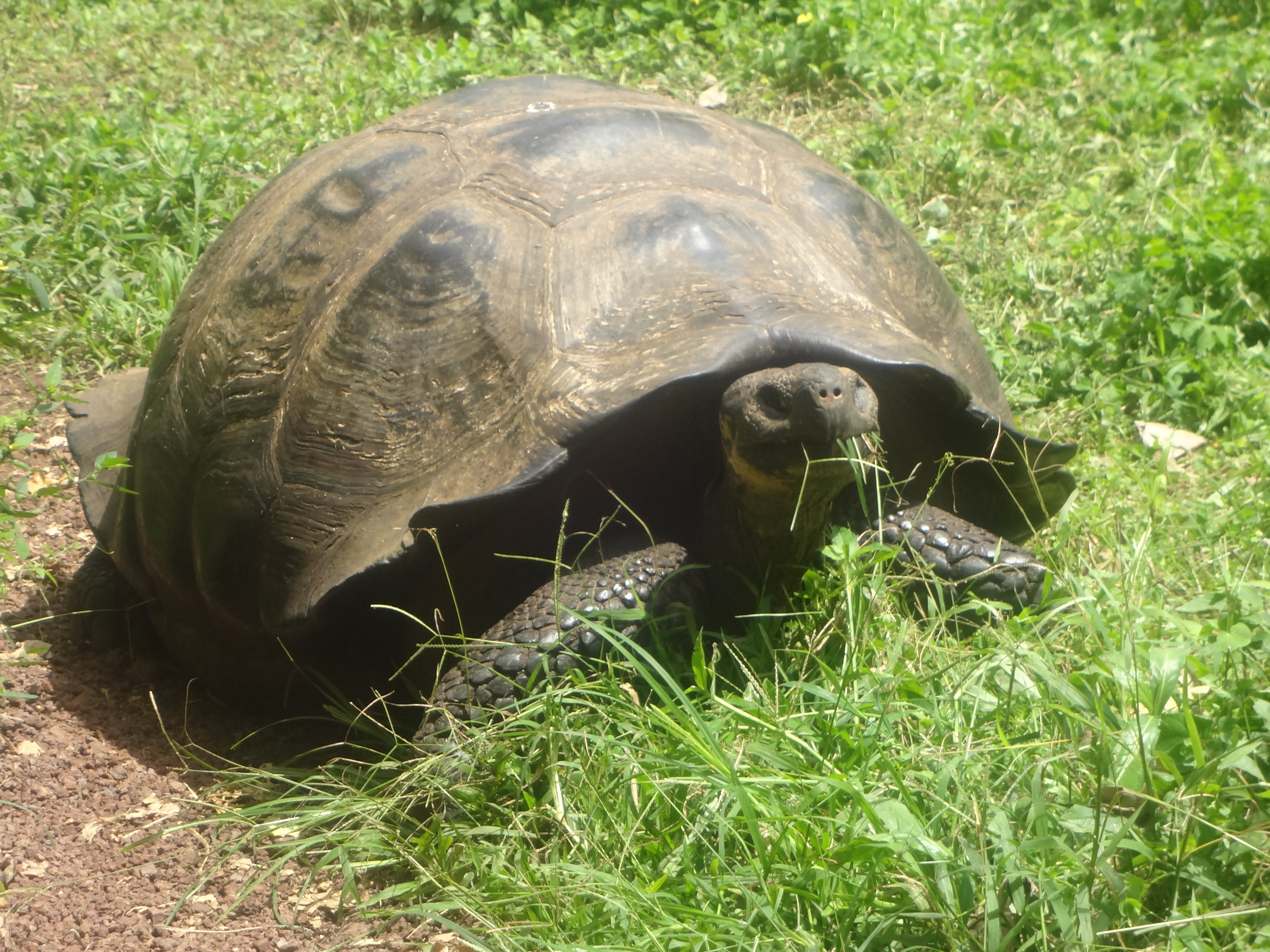
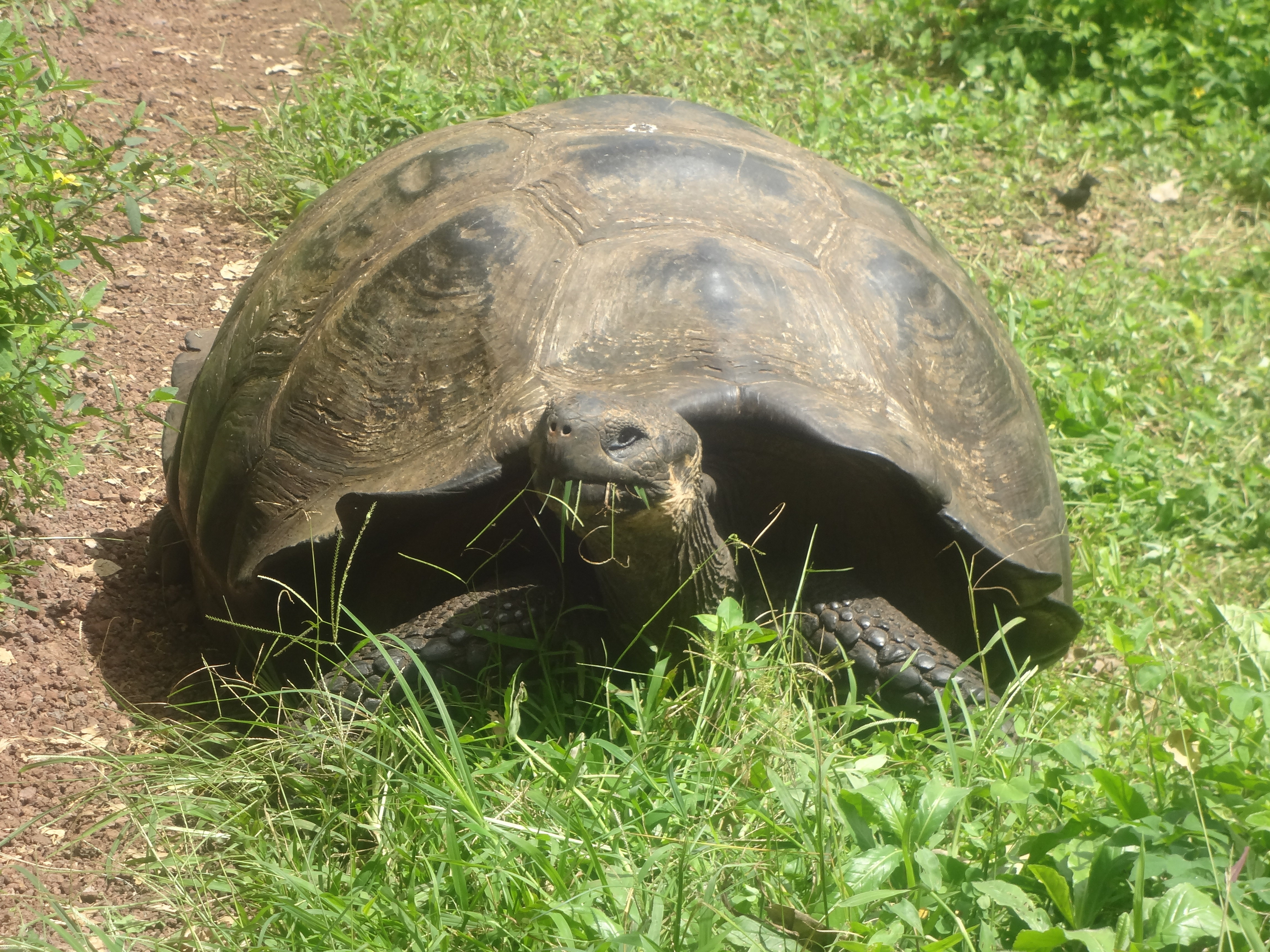
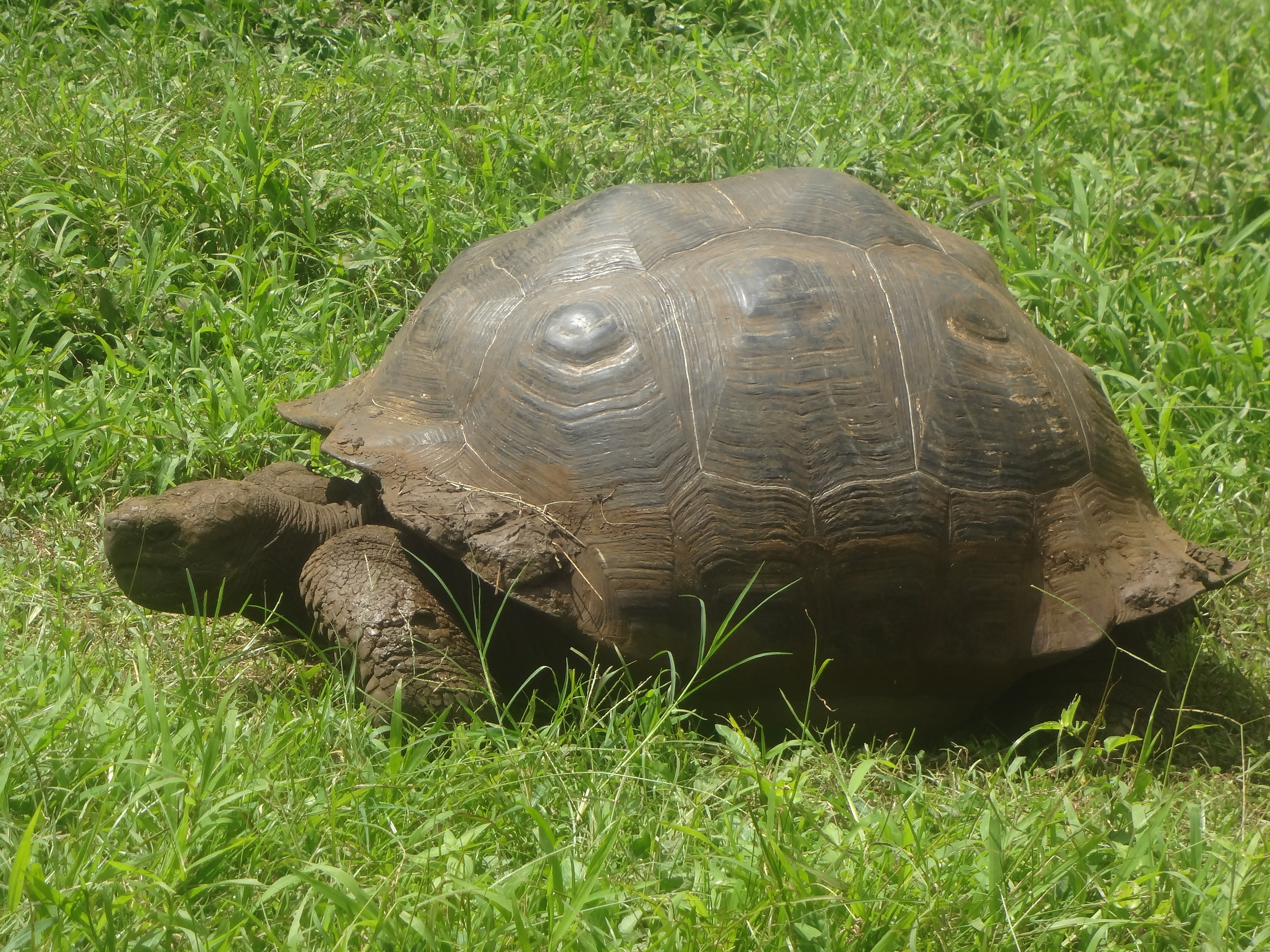
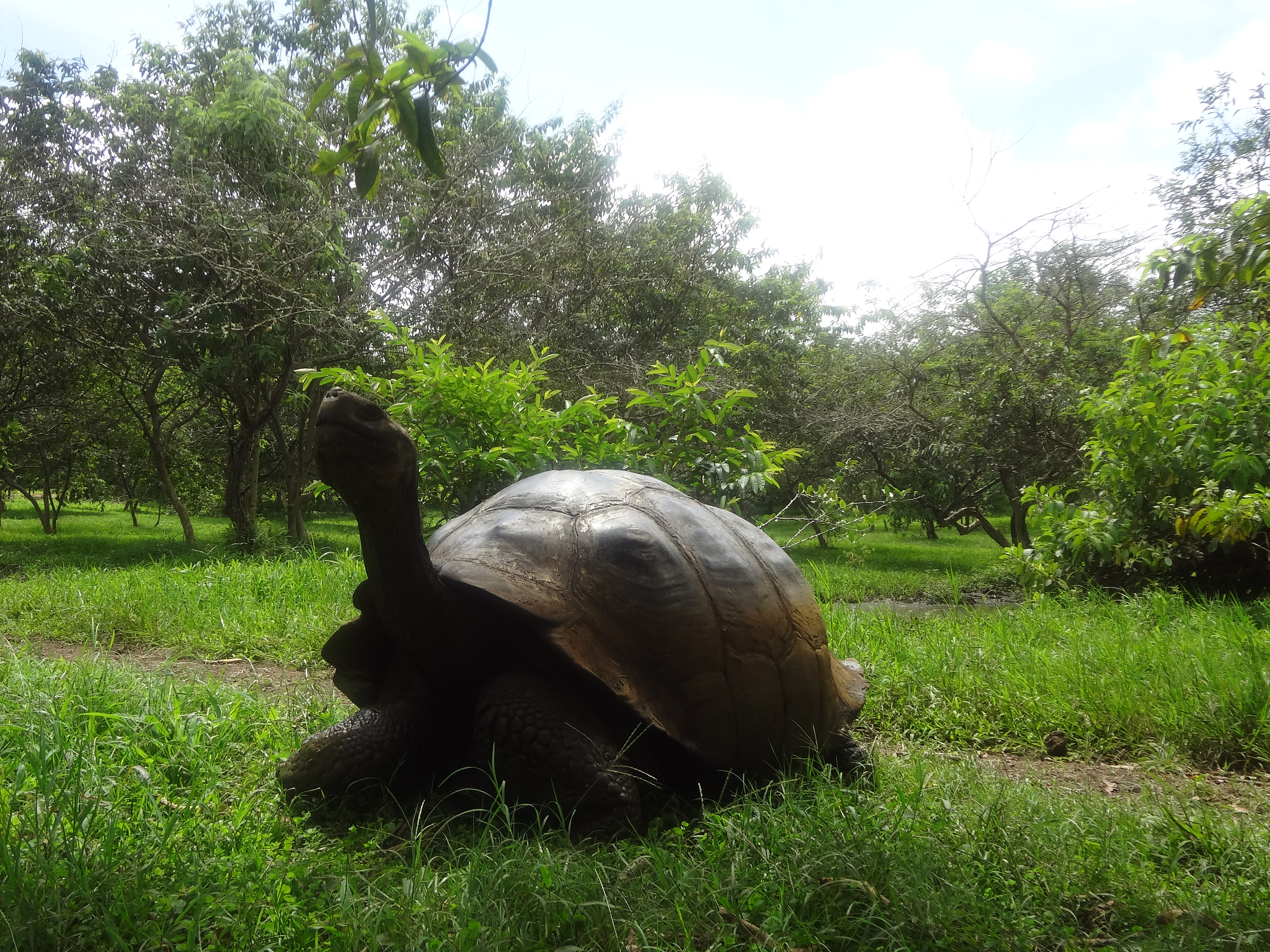
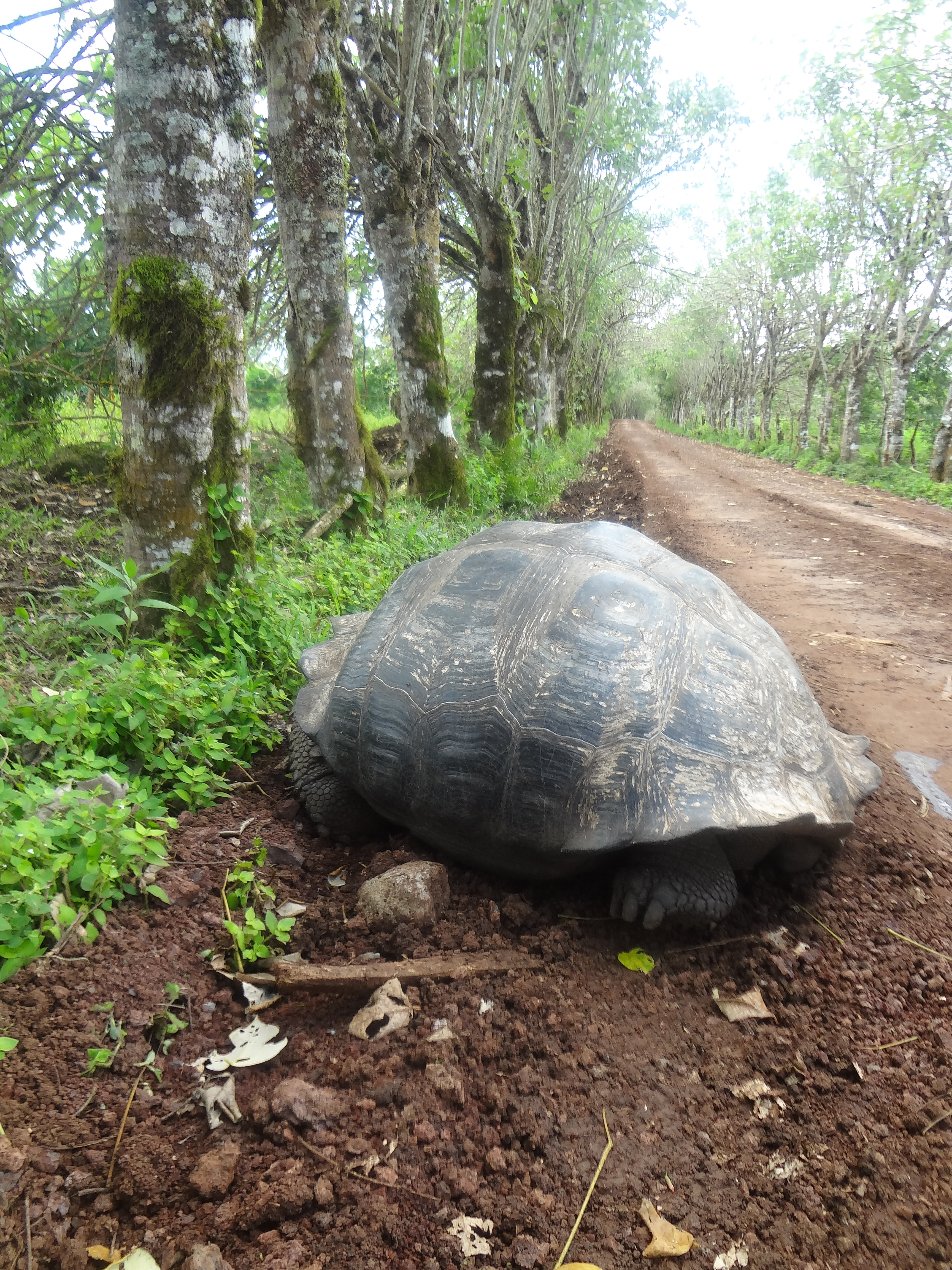
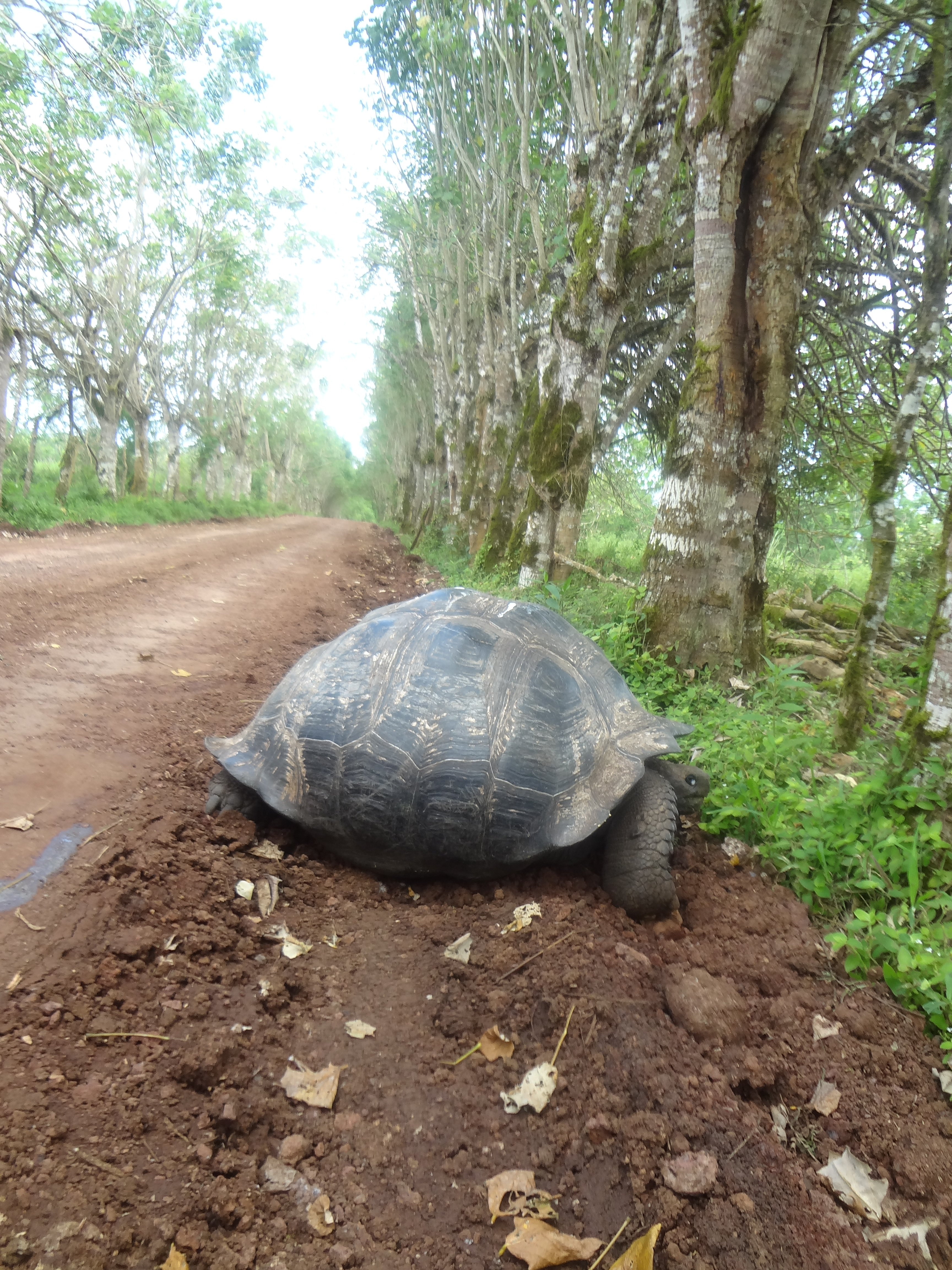
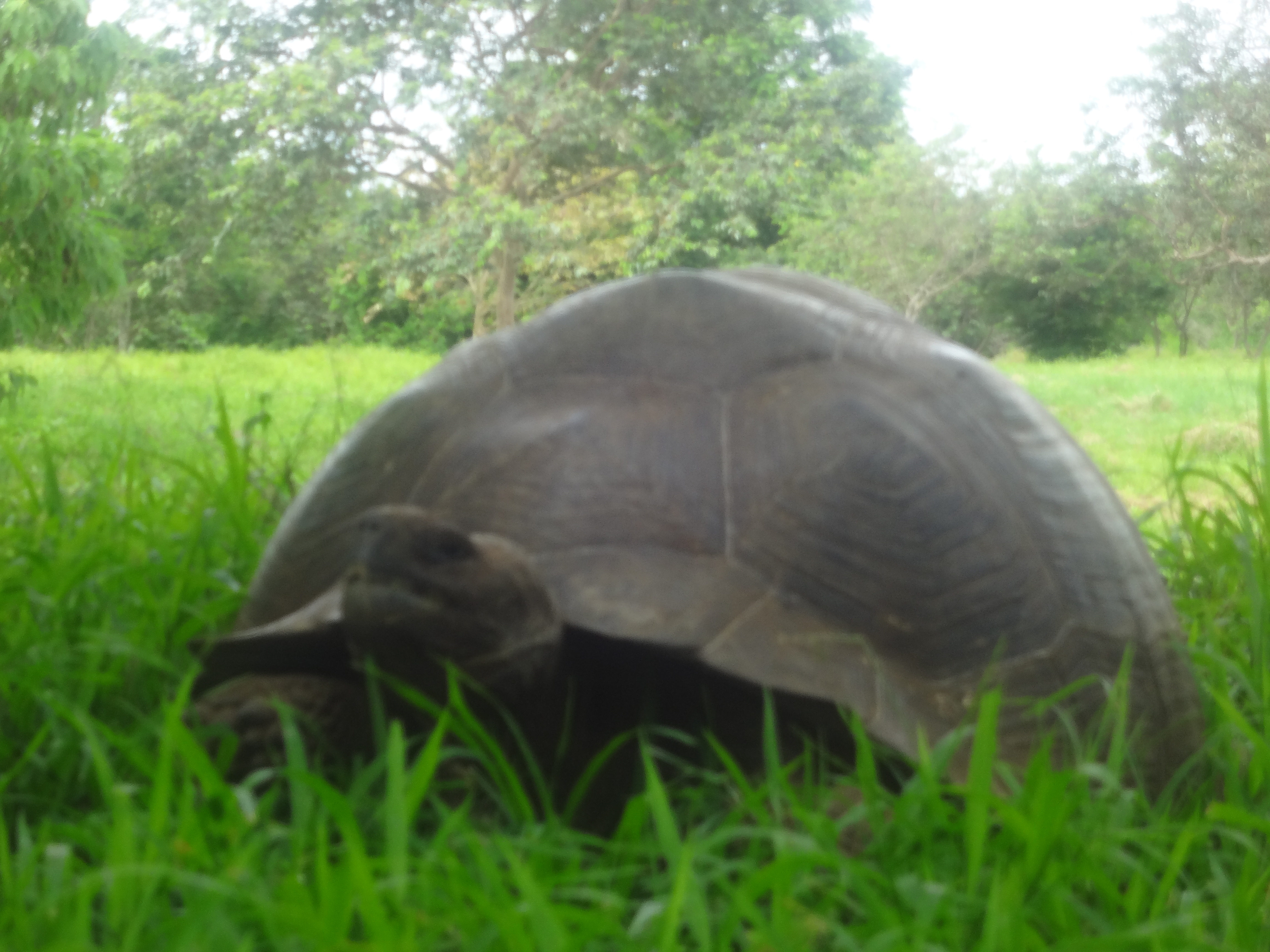
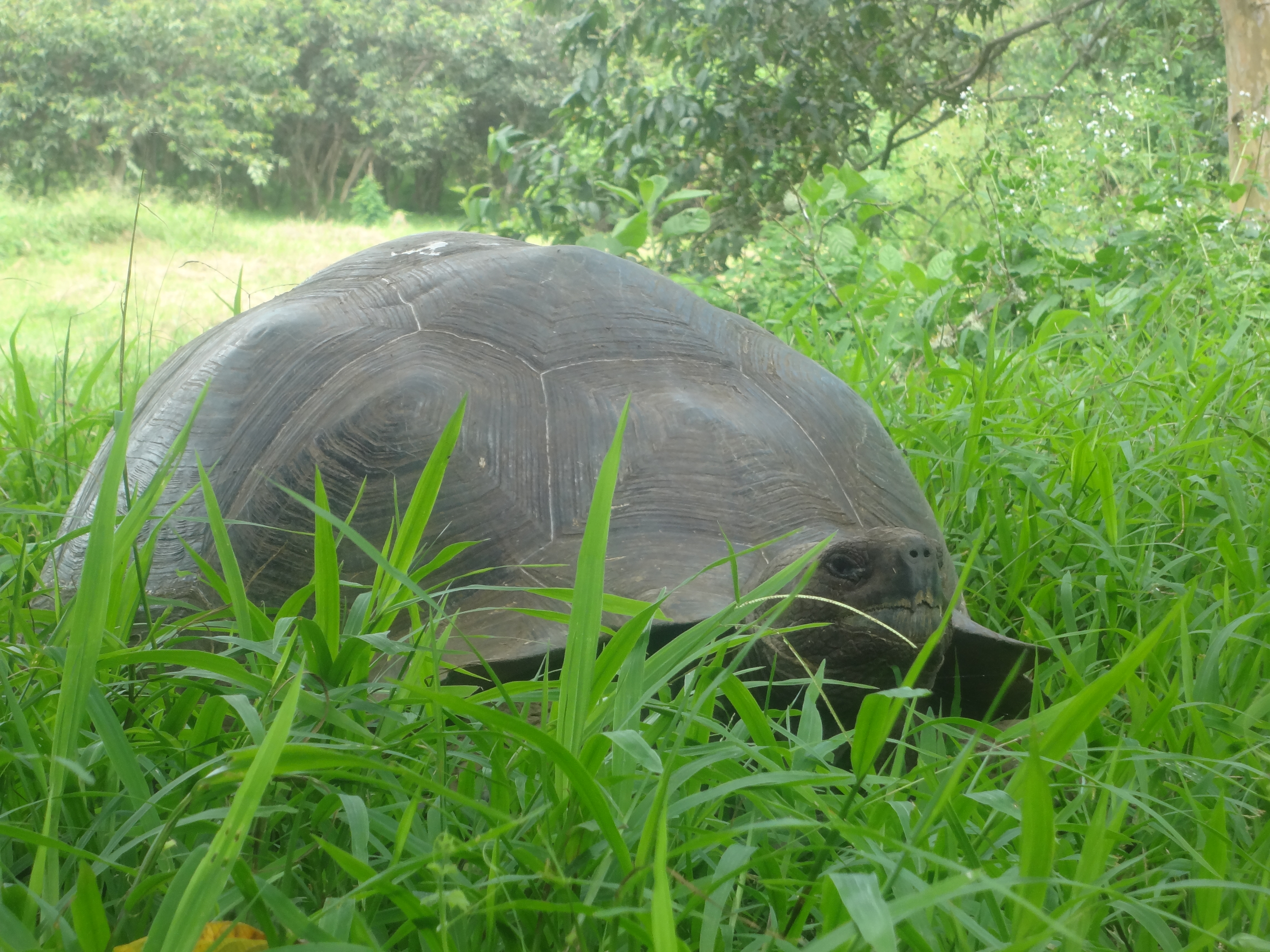
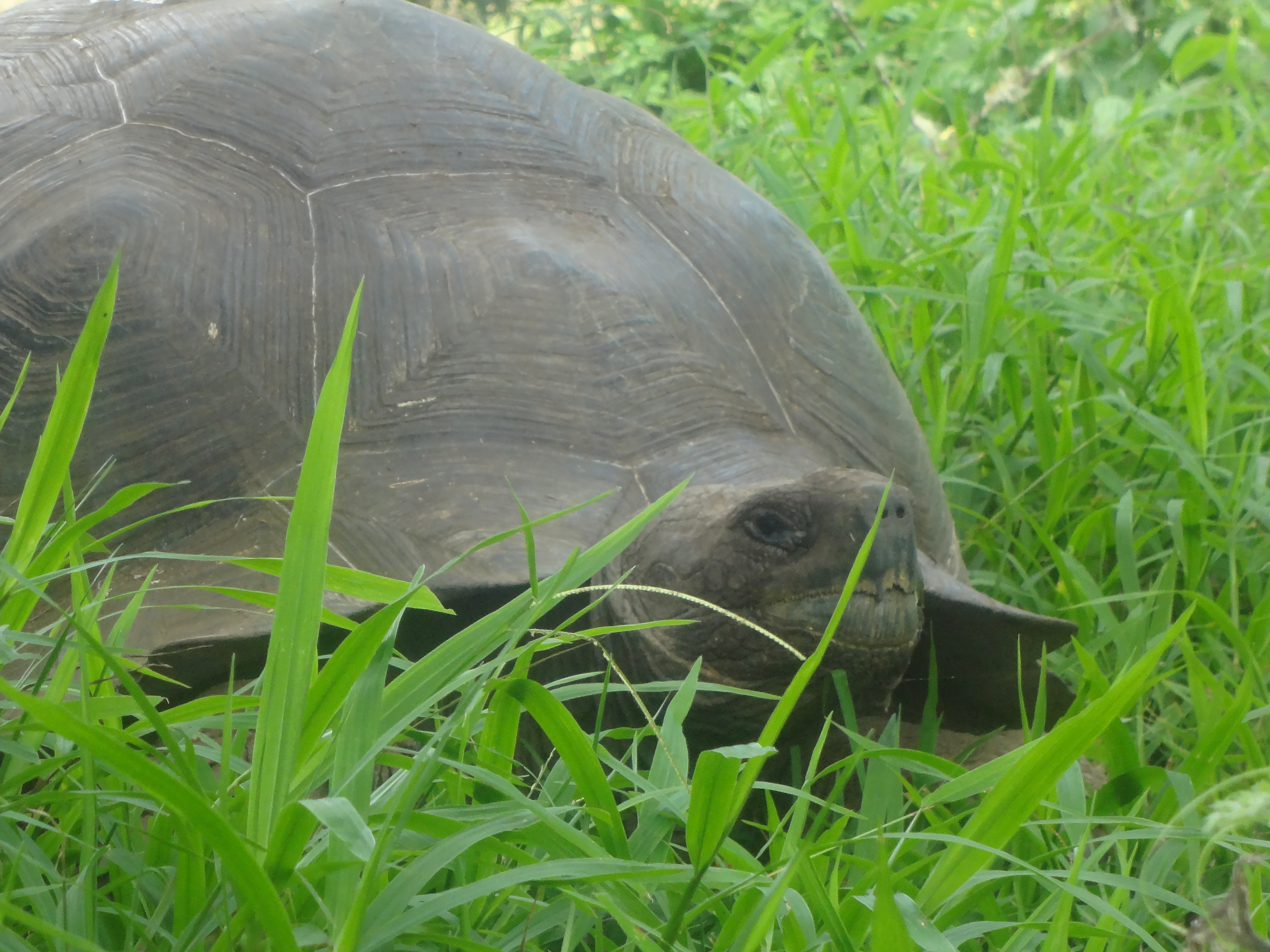
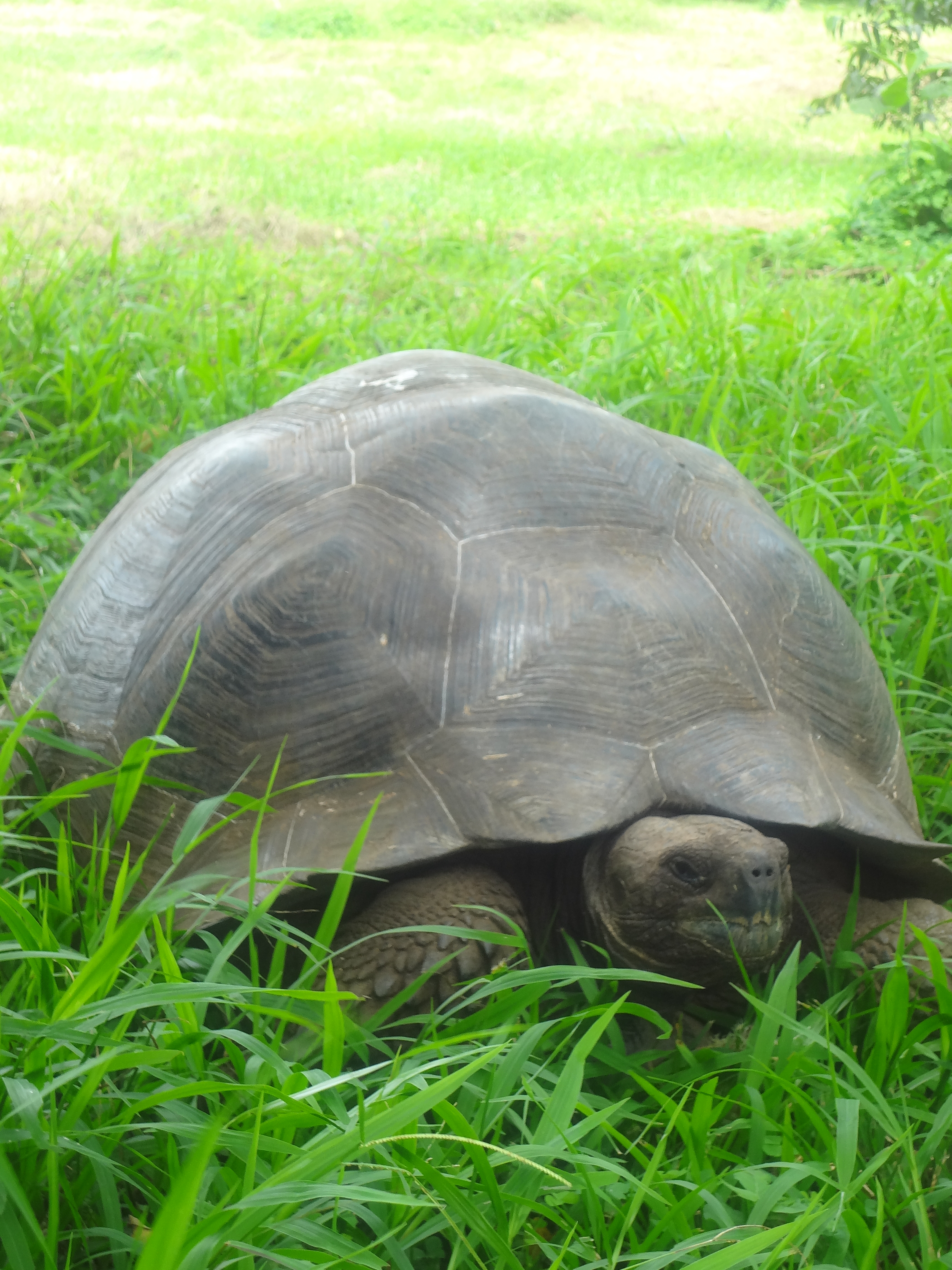
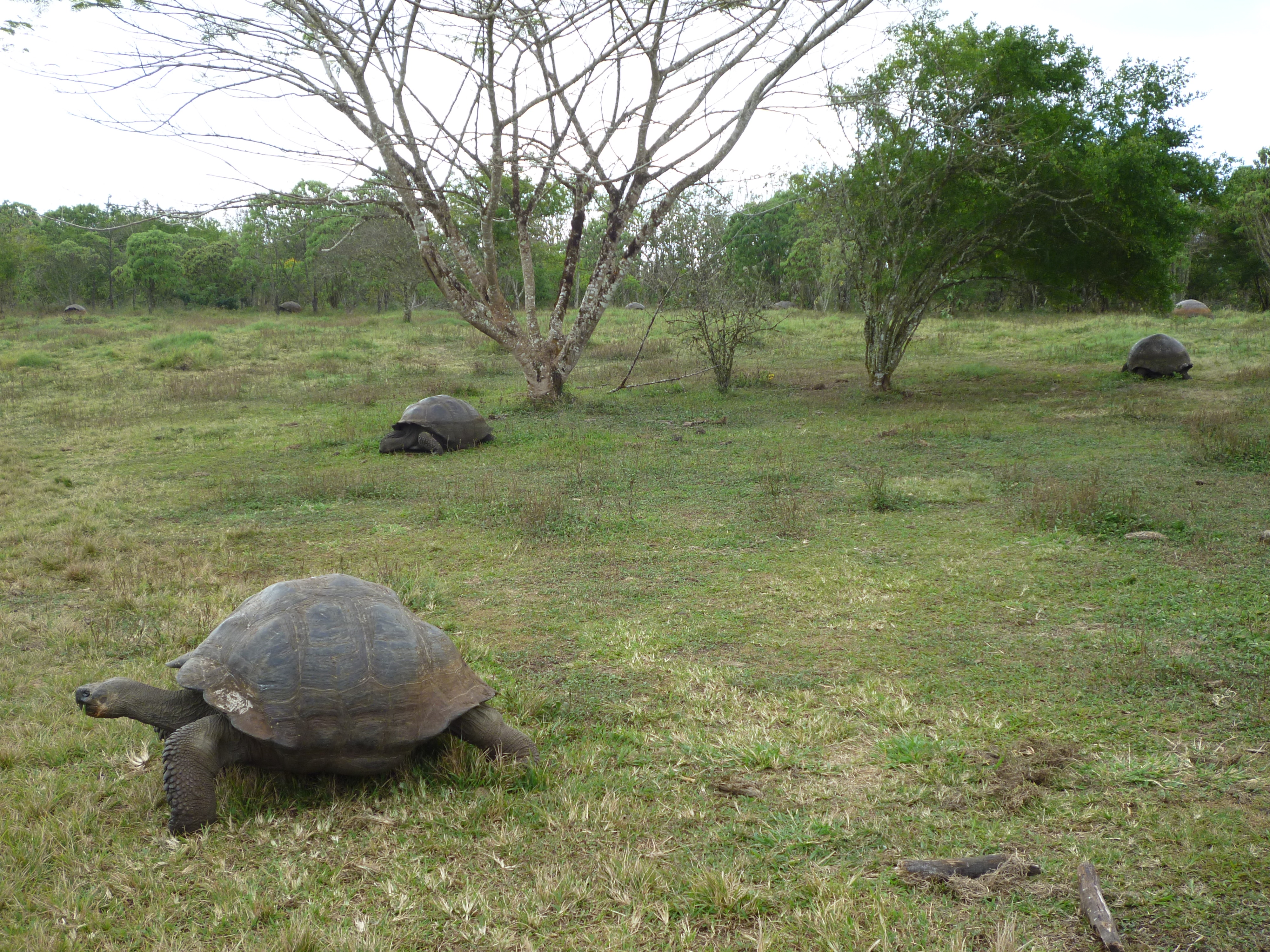
갈라파고스땅거북
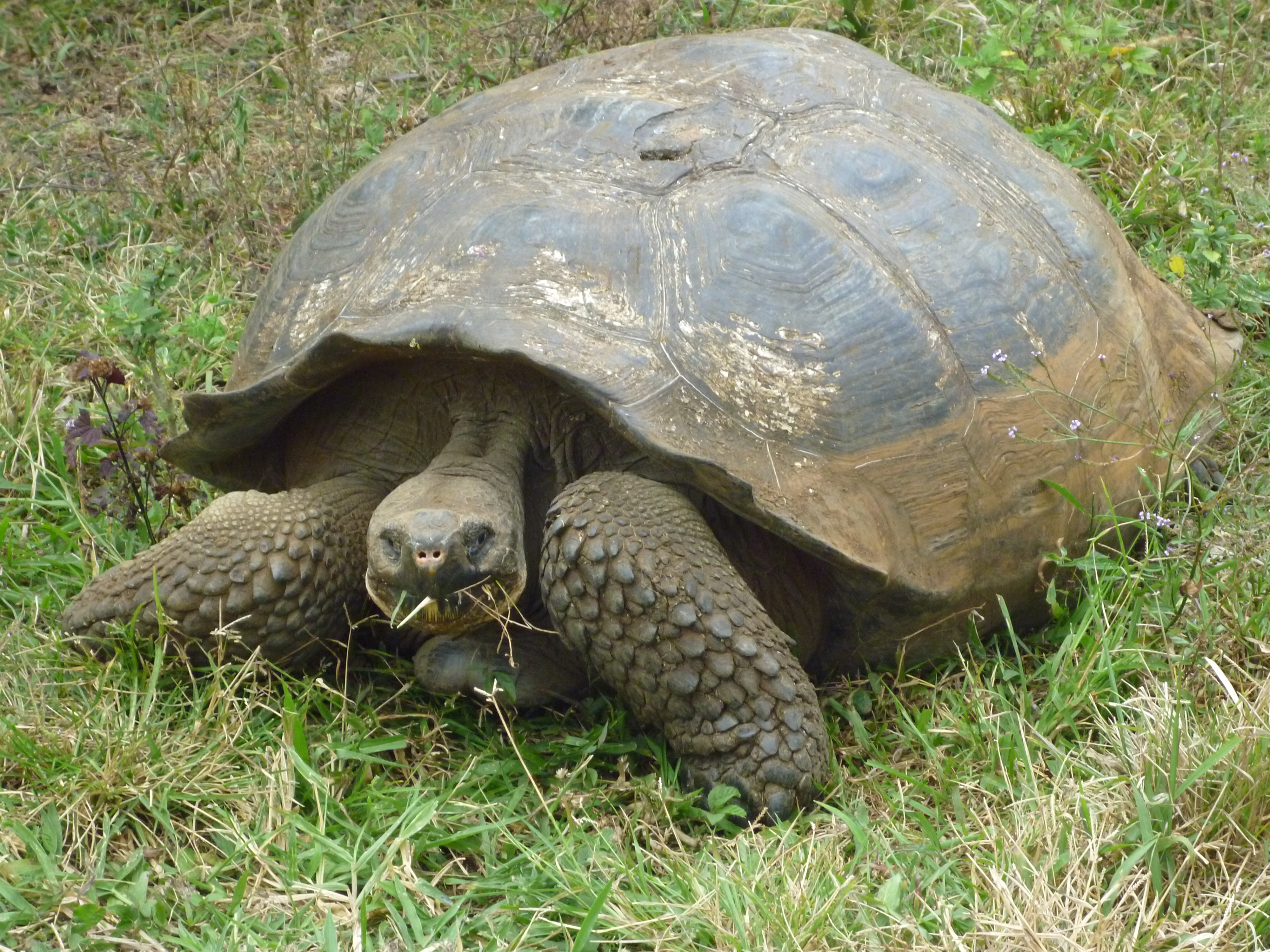
갈라파고스땅거북
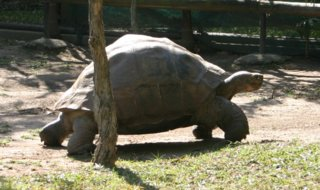
갈라파고스 땅거북

## 동물 종
각 대륙과 격리된 덕분에 독자적인 진화를 이룬 고유종이 많다. 천적이 되는 대형 육식 포유류가 존재하지 않는다.
- 갈라파고스 땅거북 - 대형 거북. 껍질이 돔형으로, 안장 형태의 것으로 나뉜다. 섬마다 많은 변종으로 나뉘지만 그것을 독립종이라는 설도 있다. 주로 과일 나무의 열매 등을 먹는다.
- 갈라파고스 펭귄 - 세계에서 3 번째로 작은 유일한 열대 종 펭귄이다. 훔볼트 해류에서 흐르는 어류를 먹이로 하며, 최근 엘니뇨 현상으로 먹이가 줄어들어 개체 수도 감소했다.
- 갈라파고스 육지 이구아나 - 산타페섬에는 Conolophus pallidus, 그 외의 섬Conolophus subcristatus가 서식하고 있었지만, 이미 멸종된 섬도 있다. 주로 선인장을 먹는데 염소에 의해 먹이가 줄어들어 생존이 위태로워진다.
- 바다 이구아나 - 해안에 서식하는 해초 등을 먹는다.
- 갈라파고스 물개
- 갈라파고스 바다사자
- 아메리카군함조
- 푸른발 부비
- 붉은발 부비
- 갈라파고스 알바트로스
- 갈라파고스 가마우지
- 제비꼬리 갈매기
- 용암갈매기
- 갈색 펠리컨
- 다윈 핀치
- 왜가리

이외에 황금 가오리나 기타 조류는 갈라파고스 제도의 조류 목록을 참조.

## 세계 유산
1978년에 세계자연유산으로 등록되었다. 2001년에는 갈라파고스 해양 보호 구역을 포함하여 등록되었다.

### 등록 기준
이 세계 유산은 세계 유산 등록 기준에 있어서 이하의 기준을 충족하는 것으로 간주되어 등록했다.
- (7) 한층 뛰어난 자연미와 미학적 중요성 최상의 자연 현상 또는 지역을 포함한 것.
- (8) 지구 역사상의 주요 단계를 보여주는 뚜렷한 모범. 이것은 생물의 기록, 지형 발달에 중요한 지학적인 진행 과정, 중요한 지형적 특성, 자연 지리적 특성 등이 포함된다.
- (9) 육상, 담수, 해안 및 해양 생태계와 동식물 군중의 진화와 발달에서 진행하고 있는 중요한 생태학적, 생물학적 과정을 보여주는 뚜렷한 모범.
- (10) 생물 다양성의 본질적 보전에 있어서 가장 중요하고 의미 있는 자연 서식지를 포함하는 것. 여기에는 과학적 또는 보존의 관점에서 뛰어난 보편적 가치가 있는 멸종위험이 있는 종류의 서식지 등이 포함된다.

### 위기 유산 등록
1990년대 이후의 급속한 관광의 확대와 그에 따른 인구의 급증으로 인해 직접적인 환경오염과 교란 외래 생물의 번식, 횡행하는 간첩 활동 등 많은 문제가 제기되고 있다. 이들에 대한 효과적인 대책을 강구하지 않은 것으로 판단되고, 2007년 6월, 위기 유산목록에 등록되었다. 그러나 에콰도르 당국의 노력이 평가되어 2010년 제 34회 세계 유산위원회에서 위기 유산 목록에서 삭제되었다.

## 수산업
갈라파고스의 어민들은 6월의 우기가 끝나고 따뜻한 해류와 차가운 해류가 뒤섞일 때 물고기가 많이 모이는 것을 이용해 참치 등 대형 어종을 포함한 여러 가지 물고기들을 잡는다. 이때는 물고기들이 아주 많이 모이기 때문에 이곳의 어부의 말에 따르면 '낚싯대를 내리자마자 한 마리가 걸린다'고 한다. 잡은 물고기들은 섬으로 가져와 어떤 물고기를 잡았는지, 크기는 어떤지 등을 검사받고 어시장을 통해 유통한다. 잡은 물고기를 전수조사하는데, 이를 통해 수산자원의 양을 간접 계산하기도 한다.

## 같이 보기
- 갈라파고스화
- 그레이트배리어리프
- 발데스반도
- 코모도 국립공원